# Entlassung von General MacArthur durch Präsident Truman

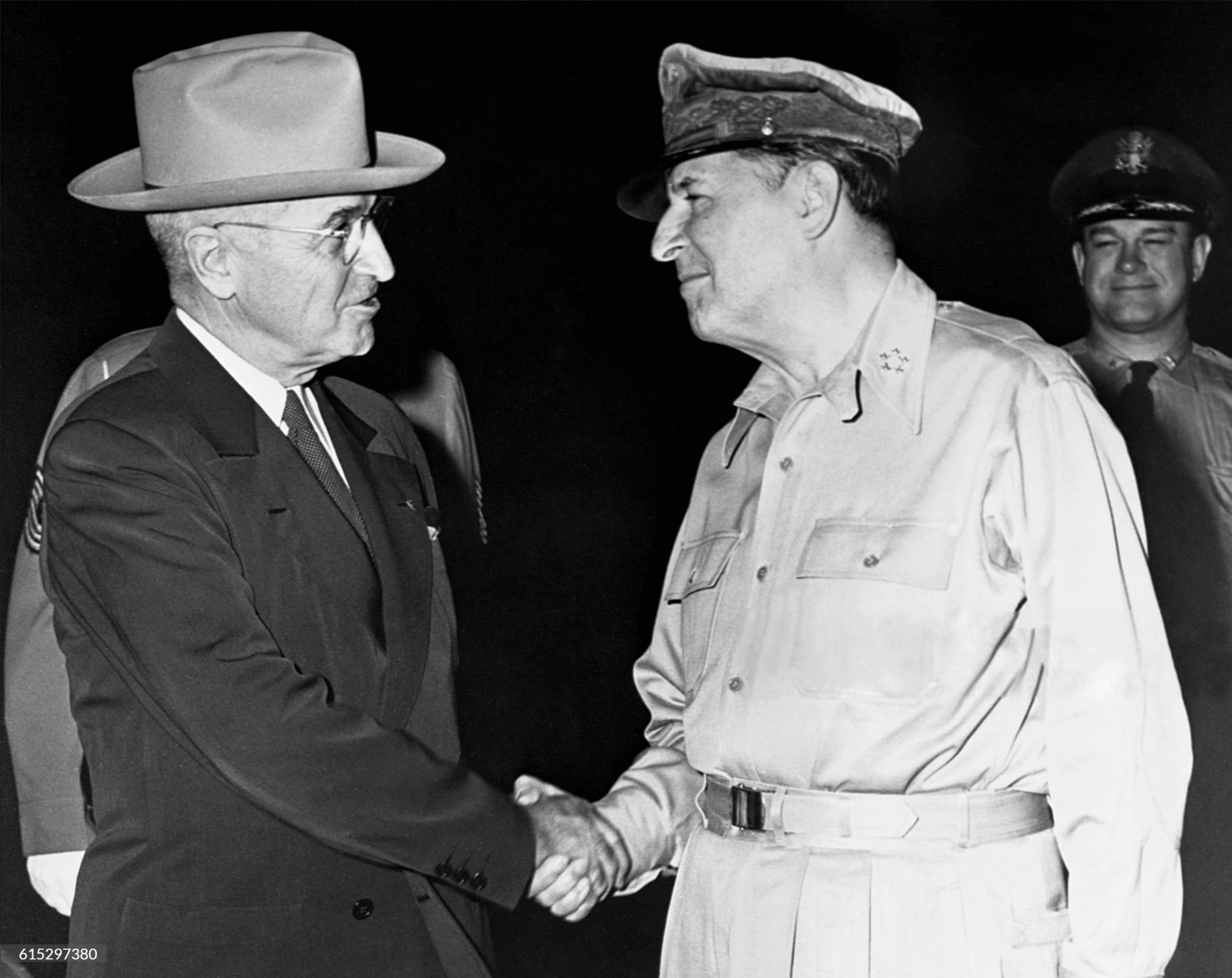
Präsident Truman und General MacArthur bei der Wake Island-Konferenz, 15. Oktober 1950

Die Entlassung von General MacArthur durch Präsident Truman von all seinen Kommandos erfolgte am 11. April 1951. Der General of the Army Douglas MacArthur, eine in der Öffentlichkeit populäre Gestalt aus dem Pazifikkrieg, befehligte zu diesem Zeitpunkt die Truppen der Vereinten Nationen (UNO) im Koreakrieg. Seine Entlassung durch Präsident Harry S. Truman wurde und wird im Zusammenhang der Beziehungen zwischen Ziviladministration und Militär auch international diskutiert. In deutschsprachigen Medien der Zeit wurden die Entlassung und die sie begleitenden Ereignisse auch als MacArthur-Kontroverse bezeichnet.
MacArthur führte während des Pazifikkriegs die alliierten Truppen im Befehlsbereich Südwestpazifik und leitete im Anschluss als Supreme Commander for the Allied Powers (SCAP) die Besatzungsverwaltung in Japan. Nach dem nordkoreanischen Überfall auf Südkorea im Juni 1950 erhielt er das Kommando über die auf südkoreanischer Seite in den Krieg eingreifenden UNO-Truppen. Er plante und befehligte die am 15. September 1950 stattfindende amphibische Landung bei Incheon, deren Erfolg ihm den Ruf eines militärischen Genies einbrachte. Die anschließende Invasion Nordkoreas provozierte eine Intervention chinesischer Truppen. Eine Reihe von Niederlagen zwang MacArthur, seine Truppen zunächst aus Nordkorea zurückzuziehen. Verschiedene öffentliche Aussagen MacArthurs führten trotz einer militärischen Stabilisierung dazu, dass Präsident Truman ihn seiner Kommandos enthob. Das United States Senate Committee on Armed Services und das United States Senate Committee on Foreign Relations führten im Anschluss eine gemeinsame Untersuchung zu den Umständen von MacArthurs Entlassung durch. Sie kamen zu dem Schluss, dass „die Entlassung General MacArthurs in der verfassungsrechtlichen Zuständigkeit des Präsidenten lag, die Umstände aber ein Schlag für den Nationalstolz waren.“
Truman hielt durch die Entlassung MacArthurs aufgrund eines Mangels an „Respekt [vor der] Autorität des Präsidenten“, die er vertraulich mit dem Kongress abstimmte, den Eindruck der Rolle des Präsidenten als überragende Führungsfigur aufrecht, löste aber eine verfassungsrechtliche Krise aus. Die Idee der außergewöhnlichen oder gar absoluten Macht des Präsidenten wurde unter dem Begriff Imperiale Präsidentschaft bekannt.

## Hintergrund der beteiligten Personen

### Harry S. Truman
Harry S. Truman übernahm 1945 nach dem Tode Franklin D. Roosevelts das Amt des Präsidenten der Vereinigten Staaten. Fast vier Jahre später gelang ihm 1948 die Amtsbestätigung durch seine Wiederwahl. Truman hatte im Ersten Weltkrieg im Rang eines Obersts der Reserve bei der Artillerie gedient, obwohl ihn die Militärakademie West Point vor dem Krieg aufgrund einer Sehschwäche abgelehnt hatte. Dieser Dienst erfüllte ihn zeit seines Lebens mit Stolz.
Truman misstraute nach eigenen Aussagen Berufssoldaten und berief mit Louis H. Renfrow und Harry H. Vaughan zwei Mitglieder der Nationalgarde der Vereinigten Staaten zu seinen Militärberatern. Er äußerte einmal, nicht zu verstehen, wie die US Army einerseits „Männer wie Robert E. Lee, John J. Pershing, Eisenhower und Bradley und zur selben Zeit andererseits Custers, Pattons und MacArthurs hervorbringen könne.“ Er bezog sich mit dieser Metapher auf die menschliche Größe beziehungsweise deren Nichtvorhandensein bei letzteren.
Als Reaktion auf den Aufstand der Admirale von 1948 ersetzte Truman den Chief of Naval Operations, Admiral Louis Denfeld, durch den Admiral Forrest Sherman. Die Offiziere hatten unter anderem gegen Einschnitte bei den Kapazitäten zur amphibischen Kriegsführung protestiert. In seiner Aussage vor dem United States Senate Committee on Armed Services zur Untersuchung der Vorfälle zweifelte der Vorsitzende der Joint Chiefs of Staff (JCS) Omar Bradley im Oktober 1949 an, dass es jemals wieder eine groß angelegte amphibische Operation geben werde.

### Douglas MacArthur
Von Errungenschaften und Dienstzeit her war General of the Army Douglas MacArthur der führende General der US Army. Der Sohn von Generalleutnant Arthur MacArthur schloss die Militärakademie von West Point 1903 als bester seines Jahrgangs ab. Er hatte im Ersten Weltkrieg gekämpft und diente von 1930 bis 1935 als Chief of Staff of the Army. Auf diesem Posten arbeitete er, abgesehen von gelegentlichen Streitigkeiten über das Militärbudget, eng mit den Präsidenten Herbert Hoover und Franklin D. Roosevelt zusammen. Später stellte er Roosevelts nach seiner Sicht „außergewöhnlicher Selbstkontrolle“ Trumans angeblich „hitziges Naturell und unbändige Wutanfälle“ gegenüber.
Abgesehen von Dienstaufenthalten in Mexiko und Europa während der Zeit des Ersten Weltkriegs bekleidete er Posten in Asien und im Pazifikraum. Während des Pazifikkriegs stieg er zu einem Nationalhelden auf und erhielt die Medal of Honor für seine erfolglose Verteidigung der Philippinen gegen die japanischen Streitkräfte. Er befehligte die alliierten Streitkräfte während der Schlacht um Neuguinea und der Rückeroberung der Philippinen. Damit löste er ein berühmt gewordenes, 1942 abgegebenes Versprechen ein, auf die Philippinen zurückzukehren. 1944 wurde er als möglicher Kandidat der Republikaner für die Präsidentschaftswahl gehandelt und trat erfolglos in den Vorwahlen für die Präsidentschaftswahl 1948 an. Nach Kriegsende leitete er die alliierten Besatzungsbehörden in Japan. Dabei spielte er eine wichtige Rolle in der politischen und sozialen Transformation des Landes nach seiner Niederlage im Pazifikkrieg und der folgenden Entmachtung der vom Militär dominierten Regierung.
Im Jahr 1950 begannen die Besatzungsbehörden, ihre Kontrollfunktionen in Japan zu reduzieren. MacArthur blieb aber in seiner Funktion als Commander-in-Chief Far East (CINCFE), zu dem Truman ihn 1945 ernannt hatte, weiterhin im Land. Er hatte dabei mit großen Einschnitten im Verteidigungshaushalt zu kämpfen, durch die die Zahl der ihm unterstehenden Truppen bis Juni 1950 auf 108.000 Soldaten im Far East Command reduziert wurden. Kürzungen von Budget und Personal führten zu Ersatzteilmangel. 10.000 der 18.000 Jeeps des Far East Command waren defekt, und von den 113.870 2½-Tonnen-6×6-Lastkraftwagen galten nur 4.441 als einsatzbereit. Um diesem Mangel zu begegnen, erschloss das Command stillgelegte Militärlager und die dortigen Ausrüstungsgüter im Pazifikraum. Darüber hinaus begünstigte dieses Erschließungsprogramm die Errichtung einer Instandhaltungs- und Wiederaufbauindustrie in Japan. Das absehbare Ende der Besatzungszeit führte zu einer Schwerpunktverlagerung der Truppenausbildung hin zu einer stärkeren Ausrichtung auf Kampfeinsätze.

## Zur Entlassung führende Ereignisse

### Koreakrieg

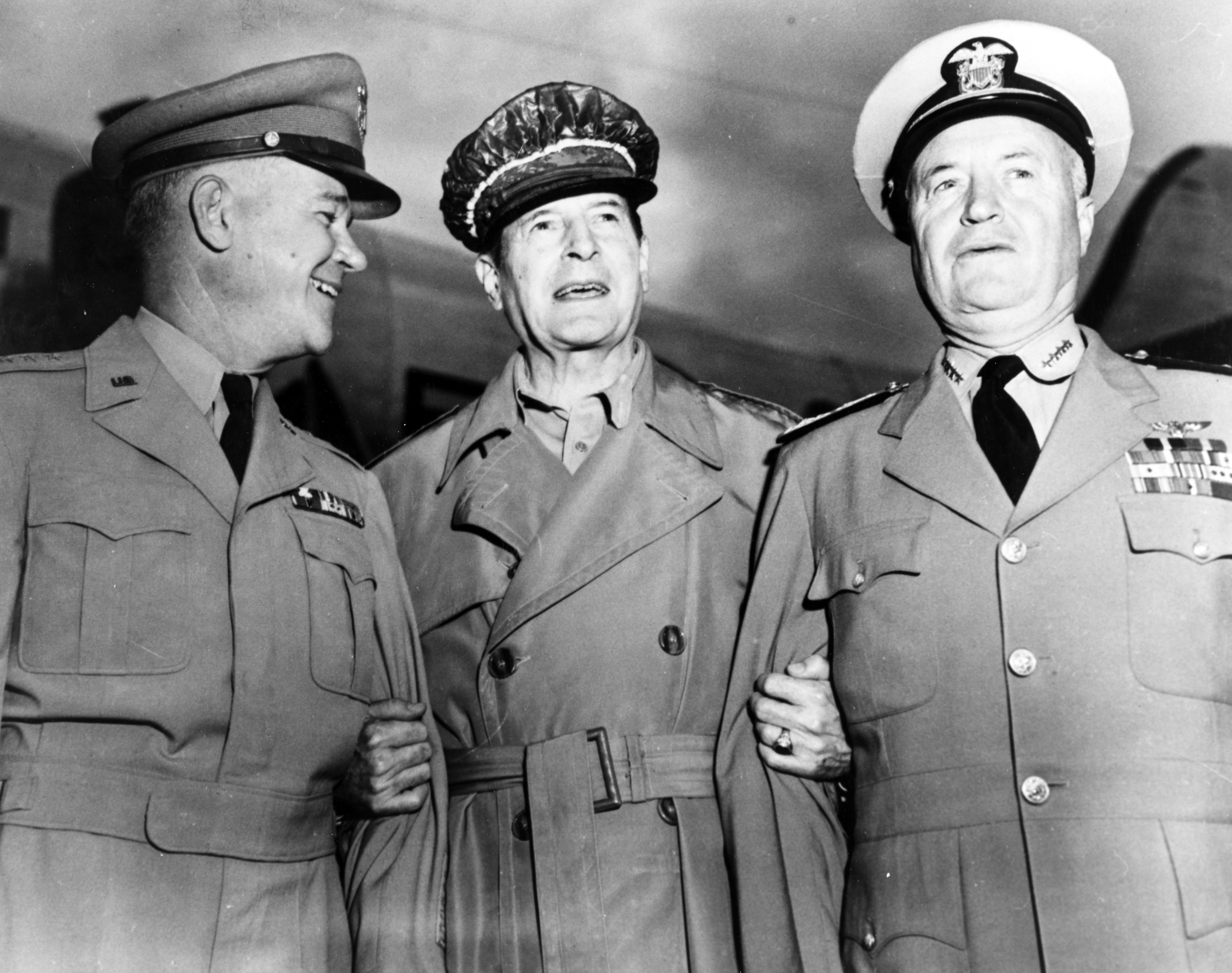
Chief of Staff of the Army J. Lawton Collins, Douglas MacArthur und Chief of Naval Operations Forrest P. Sherman (von links) treffen sich auf einem Flugfeld in Tokio, um das weitere Vorgehen in Korea zu erläutern, 21. August 1950.

Nordkorea überfiel am 25. Juni 1950 Südkorea und löste damit den Koreakrieg aus. In Reaktion auf eine dringliche Anfrage der Korean Military Advisory Group nach Munitionsnachschub ordnete MacArthur an, das in Yokohama vor Anker liegende Versorgungsschiff USS Sgt. George D Keathley (T-AGS-35) nach Busan zu schicken. Präsident Truman traf sich mit den JCS und anderen Beratern am selben Tag in Blair House. Er bestätigte nach dem Treffen alle schon von MacArthur und US-Außenminister Dean Acheson getroffenen Entscheidungen. Bei einem weiteren Treffen in Blair House am Abend des 26. Juni genehmigte Truman den Einsatz von Luft- und Marinekräften gegen Ziele südlich des 38. Breitengrades.
Am 27. Juni verabschiedete der Sicherheitsrat der Vereinten Nationen in Abwesenheit der Sowjetunion die Resolution 83, die empfahl, dass „Mitglieder der Vereinten Nationen der Republik Korea solche Hilfe leisten, die nötig sein könnte, um den bewaffneten Angriff zurückzuschlagen und den internationalen Frieden und die Sicherheit in der Region wiederherzustellen“. Die südkoreanische Hauptstadt Seoul fiel am 28. Juni. Am Folgetag genehmigte Truman Luft- und Marineangriffe auch nördlich des 38. Breitengrades. Dies geschah nachträglich, da MacArthur sie bereits angeordnet hatte. Truman befahl den Einsatz von Bodentruppen nicht vor dem 30. Juni, als er eine ernüchternde Beschreibung der Situation durch MacArthur erhielt.
Auf Anraten der JCS ernannte Truman MacArthur am 8. Juli zum Befehlshaber des UNO-Kommandos in Südkorea (CINCUNC). Er blieb parallel weiterhin CINCFE und SCAP. MacArthur sah sich gezwungen, seine in Japan stationierten Truppen in, wie er es später beschrieb, „verzweifelte Rückzugsgefechte“ zu werfen. Im Juli entsandte Truman die Stabschefs der Army und der Air Force, J. Lawton Collins und Hoyt S. Vandenberg, um sich ein Bild von der Lage zu machen. Sie trafen sich am 13. Juli mit MacArthur und dessen Stabschef Edward Almond in Tokio. MacArthur warnte davor, Nordkorea zu unterschätzen, dessen Truppen er als „gut ausgerüstet, gut geführt und kampferfahren und zeitweise in der Mannstärke unseren Truppen Zwanzig zu Eins überlegen“ beschrieb. Er schlug vor, den nordkoreanischen Vormarsch zunächst zum Halten zu bringen. Eine anschließende amphibische Landung im Rücken des Feindes sollte diesen einkreisen. Der Zeitplan sollte von der Ankunft von Verstärkungen aus den Vereinigten Staaten abhängig gemacht werden.
Auf die Frage, ob die eigenen Truppen in Nordkorea einrücken würden, antwortete Truman am 13. Juli, er würde „die Entscheidung darüber dann treffen, wenn das notwendig werde“. Einige Berater, insbesondere der Assistant Secretary of State for Far Eastern Affairs Dean Rusk und der Direktor des Office of Northeast Asian Affairs John M. Allison, argumentierten, die Resolution 83 stelle die rechtliche Grundlage für eine Invasion Nordkoreas dar. Andere, darunter George F. Kennan und Paul Nitze, stimmten dieser Interpretation nicht zu. Zusätzlich zur Frage der Rechtmäßigkeit bestand bei einer Invasion die Gefahr einer sowjetischen oder chinesischen Intervention.

### Schlacht um Incheon
MacArthur musste seine Pläne für eine frühe amphibische Operation gegen Nordkorea durch den rasanten Vormarsch von dessen Truppen zunächst hintanstellen, da er die hierfür vorgesehene 1. Kavalleriedivision zunächst zur Verstärkung der 8. Armee abstellte. Diese hatte sich im August bis auf den so genannten Busan-Perimeter zurückgezogen. Er führte die Planungen für die Operation weiter fort und setzte den Termin der Durchführung vorläufig auf den 15. September 1950. Verschiedene Offiziere von Marineinfanterie und Navy schreckte MacArthurs Ortswahl. Konteradmiral James H. Doyle, Kommandeur der Amphibious Group One und Generalmajor Oliver P. Smith von der 1. Marineinfanteriedivision bemängelten an Incheon den hohen Tidenhub, weitflächiges Watt, enge und verwinkelte Kanäle und hohe Flutschutzwälle. Omar Bradley nannte die Landestelle „den schlimmstmöglichen je für eine amphibische Landung gewählten Ort“. Während Einigkeit über die Region Incheon-Seoul als Kernziel bestand, schüchterten die Risiken der geplanten Landung viele im Offizierskorps ein. Collins und Sherman flogen nach Tokio, um von MacArthur Aufklärung über die Pläne zu erhalten, der anmerkte: „Wir werden bei Incheon landen und ich werde sie vernichten.“

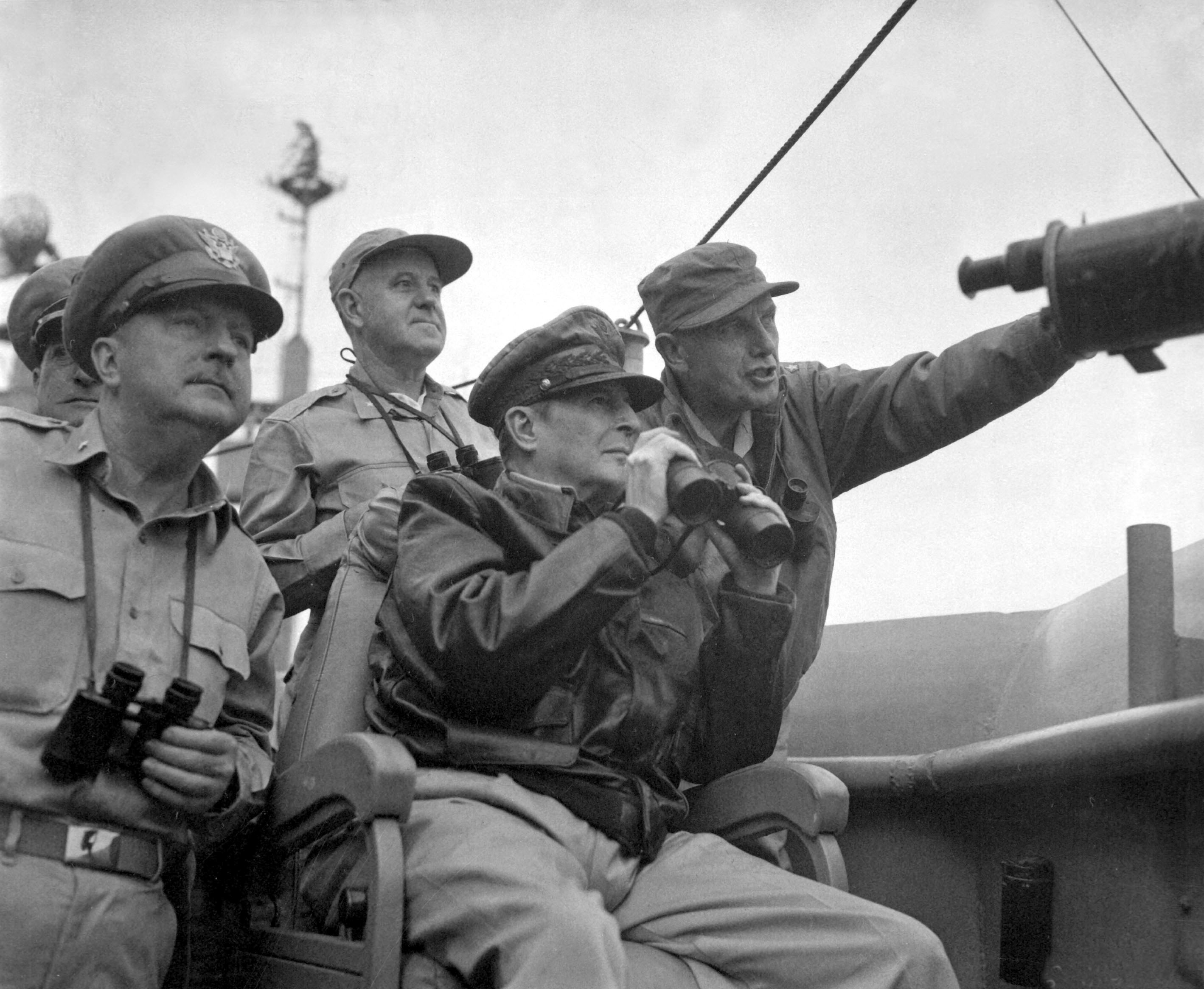
Brigadegeneral Courtney Whitney (links), MacArthur und Generalmajor Edward Almond (rechts) beobachten von der USS Mount McKinley aus den Beschuss Incheons, 15. September 1950.

MacArthur wurde eingeladen, am 26. August 1950 auf der 51. Nationalversammlung der Veteranen ausländischer Kriege in Chicago eine Rede zu halten. Er lehnte ab, schickte aber eine zur öffentlichen Verlesung vorgesehene Stellungnahme, in der er Trumans Politik um die Insel Formosa widersprach: „Nichts könnte abwegiger sein als das fadenscheinige Argument jener, die Appeasement und Defätismus im Pazifikraum vertreten, dass, wenn wir Formosa verteidigen, wir uns vom asiatischen Festland entfremden.“ Truman brachte das Wort „Appeasement“ auf und er diskutierte mit Verteidigungsminister Louis A. Johnson die Möglichkeit, MacArthur abzulösen. Johnson entgegnete hierauf, dass MacArthur „einer der größten, wenn nicht der größte General unserer Generation“ sei. Truman wies Johnson an, eine Order an MacArthur zu schicken, seine Stellungnahme zurückzuziehen, was dieser tat; sie war allerdings bereits in den Congressional Record aufgenommen worden. Es kam schließlich zu diesem Zeitpunkt nicht zur Entlassung MacArthurs, sondern zu der von Johnson. Truman ärgerte dessen Streit mit Außenminister Acheson, und obwohl Truman zu einem früheren Zeitpunkt gesagt hatte, Johnson bliebe so lange sein Verteidigungsminister, „wie ich Präsident bin“, bat er Johnson, um seine Entlassung zu ersuchen. Öffentlich wurde Johnson für die Einschnitte im Verteidigungshaushalt verantwortlich gemacht, die zur schlechten Vorbereitung auf den Ernstfall und in der Folge zu den frühen Niederlagen in Korea führten. Truman ersetzte ihn durch George C. Marshall.
MacArthur verstand unter seinem militärischen Ziel die Zerstörung der nordkoreanischen Armee. Hierfür würden Operationen nördlich des 38. Breitengrades nötig sein. Am 31. August warnte ihn sein stellvertretender Stabschef (G-2), Generalmajor Charles Willoughby, dass sich 37 chinesische Divisionen an der chinesisch-nordkoreanischen Grenze sammelten. Die JCS stimmten MacArthurs Zielverständnis zu. Ein Thesenpapier des Nationalen Sicherheitsrates bestätigte die Legalität von Einsätzen nördlich des 38. Breitengrades. Es empfahl weiterhin, nur südkoreanische Truppen in unmittelbarer Grenznähe zur Volksrepublik China und der Sowjetunion einzusetzen. Im Falle einer sowjetischen Intervention sollte MacArthur sich unmittelbar südlich des 38. Breitengrades zurückziehen, bei einer chinesischen Intervention aber seine Positionen halten und kämpfen, „so lange die Einsätze von UNO-Streitkräften eine vertretbare Chance auf erfolgreichen Widerstand bieten“. Am 11. September bestätigte Truman den Inhalt des Papiers, durch den Wechsel im Amt des Verteidigungsministers erfuhr MacArthur aber nicht vor dem 22. September hiervon. Auf die Frage bei einer am 21. September stattfindenden Pressekonferenz, ob er sich entschieden habe, Operationen in Nordkorea durchzuführen, entgegnete Truman, dass dies nicht der Fall sei.
In der Zwischenzeit begannen am 15. September die Landungen bei Incheon. „Der Erfolg von Incheon war so groß und das daraus folgende Prestige für General MacArthur so überwältigend“, merkte Collins später an, „dass die Chiefs anschließend damit zögerten, spätere Pläne und Entscheidungen des Generals zu hinterfragen, die hätten hinterfragt werden sollen“. Als Reaktion auf Gerüchte, die 8. Armee plane am 38. Breitengrad zu halten und auf die Genehmigung der UN zur Überquerung zu warten, sandte Marshall eine Nachricht an MacArthur und erteilte ihm darin freie Hand für die Überquerung des Breitengrades:

„Wir möchten, dass Sie sich taktisch und strategisch ungehindert fühlen, nördlich des 38. Breitengrades vorzustoßen. Oben stehende Ankündigung wird möglicherweise Verwirrung bei der UN auslösen, wo es erwiesener Wunsch ist, nicht über die Notwendigkeit einer Abstimmung über ein Passieren in Konflikt zu geraten, sondern vielmehr, dass Sie dies für militärisch notwendig halten.“

Ein Mitarbeiter aus MacArthurs Hauptquartier in Tokio, der nicht namentlich genannt werden wollte, berichtete im November des Jahres gegenüber Journalisten, der Sieg bei Incheon habe dazu geführt, dass der General sich zunehmend vor der taktischen Wirklichkeit in Korea verschließe und persönlich überschätze.
Einige Tage später erhielt MacArthur die Anweisung, die Überquerung des 38. Breitengrades durch seine Truppen nicht öffentlich zu verkünden. Eine am 7. Oktober verabschiedete Resolution der Generalversammlung der Vereinten Nationen konnte allgemein als Genehmigung zur Invasion Nordkoreas ausgelegt werden.

### Wake Island-Konferenz
Mit dem Näherrücken der Halbzeitwahlen 1950 und dem Verzicht Trumans auf offene Wahlkampagnen während der Kämpfe in Korea zeichneten Mitglieder seines Stabs, darunter besonders George Elsey, andere Wege, Stimmen für die Demokratische Partei zu gewinnen. Im Juli 1944 war Präsident Roosevelt nach Hawaii gereist, um sich dort mit MacArthur und Admiral Chester W. Nimitz zu treffen. Bei diesem Treffen fasste Roosevelt den Entschluss, die Philippinen im folgenden Jahr anzugreifen. Das Treffen stellte sich als politischer Triumph im Wahljahr heraus und widerlegte die Anschuldigungen der Republikanischen Partei, Roosevelt würde sich auf Kosten des Pazifiks auf den Krieg in Europa fixieren.

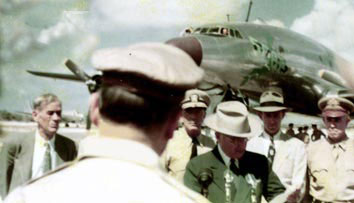
Präsident Truman verliest die Begründung für die Verleihung des vierten Eichenlaubzweiges zu MacArthurs Distinguished Service Medal, Wake Island, 15. Oktober 1950.

Truman sollte diesen Erfolg nachahmen, indem er sich für ein Treffen mit MacArthur in den Pazifikraum begab. Anfänglich sträubte er sich gegen den Vorschlag, da er eine Abneigung gegen solche Art der Öffentlichkeitsarbeit hatte. Aber nach den Siegen bei Busan und Incheon strahlte MacArthurs Stern im Oktober 1950 heller denn je, und durch ein Treffen mit MacArthur könnte Truman laut seinen Beratern seinen eigenen Anteil als Oberbefehlshaber an den Siegen geltend machen. Eine Nachricht an MacArthur schlug ein Treffen auf Hawaii oder Wake Island vor. MacArthur antwortete auf die Nachricht, er „wäre erfreut, den Präsidenten am Morgen des 15. auf Wake Island zu treffen“. Als er davon erfuhr, dass Truman in Begleitung von Medienvertretern erscheinen werde, bat MacArthur darum, eigene Korrespondenten aus Tokio mitbringen zu dürfen, was abgelehnt wurde.
Am 15. Oktober landete Truman mit seinem Beraterteam, zu dem Averell Harriman und Vernon A. Walters gehörten, auf Wake Island, wo ihn der bereits einen Tag früher eingetroffene MacArthur auf der Rollbahn begrüßte. MacArthur gab dem Präsidenten die Hand, anstatt vor ihm zu salutieren, was General Bradley als „beleidigend“ empfand. Truman, den früheren Herrenausstatter, störte dies weniger als MacArthurs „schmierige, offensichtlich seit zwanzig Jahren getragene Mütze“. Das ohne Struktur und Zeitplan ablaufende Treffen nahm schnell die Form einer freilaufenden Diskussion zwischen dem Präsidenten und seinen Beratern auf der einen und MacArthur und dem Befehlshaber der US-Pazifikflotte Arthur W. Radford auf der anderen Seite an. Diskutiert wurden unter anderem die Situation um Formosa, auf den Philippinen und die Kriege in Indochina und Korea. MacArthur merkte später an, dass „keine neuen Richtlinien, keine neue Kriegsstrategie oder internationale Politik vorgeschlagen oder diskutiert wurden“. Der als Medienkorrespondent anwesende Robert Sherrod fühlte sich, als hätte er „nichts außer politischer Effekthascherei beobachtet.“
MacArthur machte bei der Konferenz Aussagen, die später gegen ihn verwendet wurden. Auf die Frage Trumans nach der Wahrscheinlichkeit einer sowjetischen oder chinesischen Intervention in Korea entgegnete er:

„Sehr gering. Hätten sie im ersten oder zweiten Monat interveniert, wäre dies entscheidend gewesen. Wir fürchten uns nicht länger vor ihrer Intervention. Wir sind nicht mehr unterwürfig. Die Chinesen haben 300.000 Mann in der Mandschurei. Von diesen stehen schätzungsweise nicht mehr als 100–115.000 am Yalu. Nur 50–60.000 könnten über den Yalu gebracht werden. Sie haben keine Luftstreitkräfte. Jetzt wo wir Stützpunkte für unsere Luftstreitkräfte in Korea besitzen, würde der chinesische Versuch, auf Pjöngjang vorzurücken, das größte Gemetzel bedeuten.“

Er drückte weiterhin seine Hoffnung aus, die 8. Armee bis Weihnachten nach Japan zurückziehen zu können. Auf Bradleys Frage, ob eine Division nach Europa verlegt werden könne, antwortete er, dies könne im Januar möglich sein. In Wirklichkeit begannen zur Zeit der Konferenz bereits chinesische Truppen den Yalu nach Nordkorea hinein zu überqueren und bis zum November befanden sich 180.000 von ihnen im Land.

### Chinesische Intervention
Bei seiner Rückkehr von Wake Island stand MacArthur vor der Aufgabe, die gemachten Versprechen umzusetzen. Am 24. Oktober befahl er dem Befehlshaber der 8. Armee, Generalleutnant Walton Walker, und dem des X. Korps, Generalmajor Edward Almond, „vorzurücken mit voller Geschwindigkeit und unter voller Ausnutzung aller ihrer Truppen.“ Zusätzlich genehmigte er den Einsatz nicht-südkoreanischer Truppen nahe der chinesischen und sowjetischen Grenzen. Collins betrachtete dies als Verletzung der am 27. September durch die JCS erteilten Befehle, MacArthur verwies aber darauf, es sei gemäß der originalen Richtlinien „eine Sache der Politik“. Ihm zufolge war dies auf Wake Thema gewesen. Niemand, auch Truman nicht, bestätigte dies. Über die Diskussion nicht im Bilde, berichtete er am 26. Oktober Journalisten, Koreaner und nicht Amerikaner würden die Grenzregionen besetzen. Innerhalb von Tagen stießen die UNO-Truppen auf die ersten chinesischen Truppen, woraus sich die Schlachten von Onjong und Unsan entwickelten.
Truman stellte in seiner Begründung später dar, dass die Entlassung MacArthurs nicht als Konsequenz der militärischen Rückschläge im November und Dezember 1950 erfolgte. In einer späteren Aussage stellte er klar, dass MacArthur für sie nicht mehr verantwortlich war als General of the Army Dwight D. Eisenhower für jene durch die deutsche Ardennenoffensive um die Jahreswende 1944 auf 1945. Verschiedene Historiker kommen aber zu dem Schluss, dass sie Trumans Entscheidung sehr wohl beeinflussten. Sie stützen sich dabei auf andere spätere Aussagen Trumans wie folgende: „Ich hielt ihn für einen großen Strategen, bis er in Nordkorea einmarschierte ohne das Wissen, das er über die eintretenden Chinesen haben sollte.“
In einem Versuch, den chinesischen Vormarsch zu verlangsamen, ordnete MacArthur die Bombardierung der über den Grenzfluss Yalu führenden Brücken an. Nach Rücksprache mit seinen Beratern erklärte Truman, solche Einsätze nicht zu genehmigen, was zur Rücknahme der Befehle durch die JCS führte. Nach Protesten MacArthurs genehmigten der Präsident und die JCS die Bombardierungen schließlich unter der Voraussetzung, dass es nicht zu Verletzungen des chinesischen Luftraums käme. Generalmajor Emmett O’Donnell bezeichnete dies später vor dem Untersuchungsausschuss des Kongresses zur Entlassung MacArthurs als übermäßige Einmischung der Politik in militärische Operationen. Die vielen Biegungen des Yalu machten die Überquerung des Flusses für die UNO-Flieger teilweise unvermeidbar, wobei sie teilweise in gegnerisches Luftabwehrfeuer gerieten. Innerhalb weniger Wochen musste MacArthur seine Truppen zurückziehen und sowohl er als auch Präsident Truman sich mit der Möglichkeit auseinandersetzen, Korea komplett aufzugeben.

### Kernwaffen
MacArthur verfocht den Einsatz von Kernwaffen nicht, um die militärische Situation zu verbessern. In seiner Aussage vor dem Untersuchungsausschuss des Senats sagte er, ihren Einsatz nie empfohlen zu haben. 1960 griff er eine Aussage Trumans an, dass er Kernwaffen habe einsetzen wollen, worauf Truman sie widerrief, da er über keinen dokumentierten Beweis für seine Behauptung verfügte. Laut Generalmajor Courtney Whitney schlug MacArthur einmal den Einsatz von radioaktivem Abfall vor, um Nordkorea abzuriegeln. Dieser Plan habe auf einem Vorschlag Louis Johnsons von 1950 gefußt, sei aber nie den JCS vorgeschlagen worden. Richard Nixon reagierte in einer erneuten Diskussion der Atombombenabwürfe auf Hiroshima und Nagasaki 1985, indem er von einem Gespräch mit MacArthur berichtete:

„MacArthur sprach einmal sehr wortgewandt mit mir darüber, den Flur seiner Wohnung im Waldorf[-Astoria Hotel] entlang schreitend. Er hielt es für eine Tragödie, dass die Bombe jemals gezündet wurde. MacArthur glaubte, dass dieselben Beschränkungen wie für konventionelle Waffen auch für Kernwaffen gelten sollten, dass das militärische Ziel immer sein sollte, den Schaden der Nichtkombattanten zu minimieren... MacArthur war, wie sie sehen, ein Soldat. Er glaubte an den Einsatz von Gewalt nur gegen militärische Ziele und dies ist der Grund, warum die atomare Sache ihn abschreckte, was, wie ich denke, nur Gutes über ihn aussagt.“

Bradley hatte den JCS im Juli 1950 vorgeschlagen, MacArthur Kernwaffen zur Einsatzverfügung bereitzustellen. Nach näherer Betrachtung des Vorschlags entschieden die JCS sich dagegen. Es folgte trotzdem die Verlegung von zehn Bombern vom Typ Boeing B-29 nach Guam. Truman stritt öffentlich ab, den Einsatz von Kernwaffen in Betracht zu ziehen, genehmigte aber die Verlegung aller ihrer Komponenten, mit Ausnahme des Spaltkerns, nach Guam.

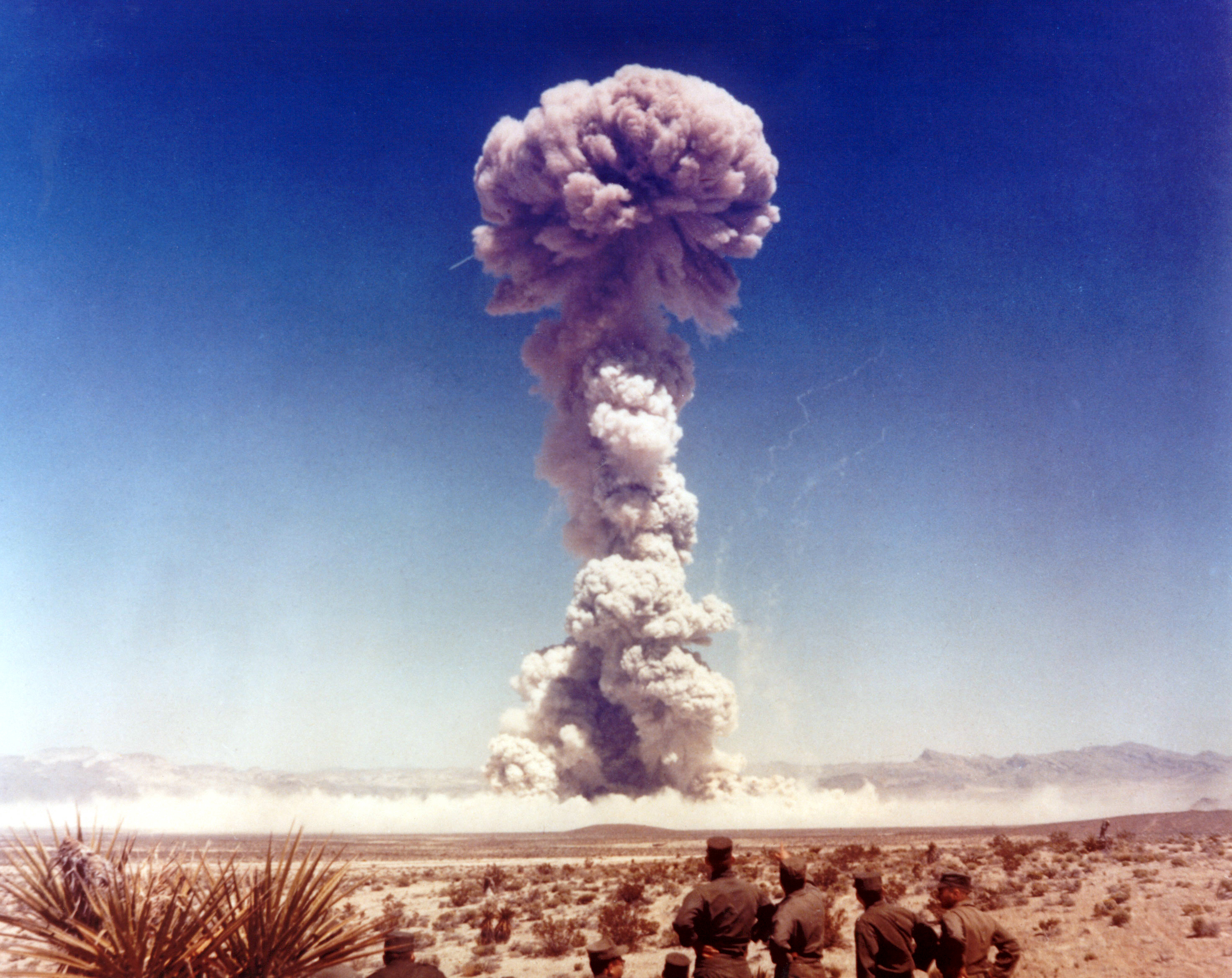
Militärpersonal beobachtet einen der Tests der Operation Buster-Jangle, November 1951.

Bei einer Pressekonferenz am 30. November 1950 wurde Truman zum Einsatz von Nuklearwaffen befragt:

„F.: Herr Präsident, ich frage mich, ob wir diesen Hinweis zur Atombombe zurückverfolgen können? Haben wir Sie richtig verstanden, dass der Einsatz der Atombombe aktuell zur Diskussion steht?
Truman: Hat er immer. Sie ist eine unserer Waffen.
F.: Bedeutet dies, Herr Präsident, den Einsatz gegen militärische Ziele oder zivile?
Truman: Dies ist eine Sache, die das Militärpersonal zu entscheiden haben wird. Ich bin kein Inhaber von Befehlsgewalt, der sich in solche Dinge einmischt.
F.: Herr Präsident, vielleicht wäre es besser, wenn es uns erlaubt würde, Ihre Bemerkungen in dieser Sache direkt zu zitieren?
Truman: Ich glaube nicht – ich glaube nicht, dass dies nötig ist.
F.: Herr Präsident, Sie sagten dies hinge von den Maßnahmen der Vereinten Nationen ab. Bedeutet dies, dass wir die Atombombe nicht einsetzen würden, es sei denn nach einer Genehmigung durch die Vereinten Nationen?
Truman: Nein, das bedeutet es auf keinen Fall. Das Vorgehen gegen das kommunistische China hängt von den Maßnahmen der Vereinten Nationen ab. Der militärische Befehlshaber im Feld wird die Möglichkeit zum Einsatz der Waffen haben, wie er sie immer hat.“

Die Folgerung aus der Pressekonferenz war, dass die Verfügungsgewalt zum Einsatz von Kernwaffen an MacArthur übertragen worden war. Truman war hierdurch gezwungen, eine Klarstellung zu veröffentlichen, dass „nur der Präsident den Einsatz der Atombombe anordnen kann und keine solche Anordnung erteilt worden ist.“ Truman hatte eines der sensibelsten Themen im Verhältnis von Zivilverwaltung zum Militär in der Zeit nach dem Zweiten Weltkrieg angeschnitten: die zivile Kontrolle von Kernwaffen, die im Atomic Energy Act of 1946 festgeschrieben war.
Am 5. April 1951 entwarfen die JCS Befehle, die es MacArthur gestatten würden, Angriffe auf die Mandschurei und die Shandong-Halbinsel durchzuführen, wenn es von dort aus zu chinesischen Luftangriffen gegen seine Truppen käme. Am Folgetag traf Truman sich mit dem Vorsitzenden der United States Atomic Energy Commission, Gordon Dean und bereitete die Übergabe von neun Mark-4-Atombomben in die Verfügungsgewalt des Militärs vor. Dean äußerte Bedenken bezüglich der Übertragung der Entscheidung über die Einsatzart an MacArthur, der über kein tiefergehendes technisches Wissen über die Bombe und ihre Auswirkungen verfügte. Die JCS waren ebenfalls nicht vollends zufrieden, da sie fürchteten, MacArthur könnte voreilige Befehle erteilen. Sie beschlossen daher, die nukleare Einsatztruppe dem Strategic Air Command zu unterstellen.

### Außenpolitischer Druck

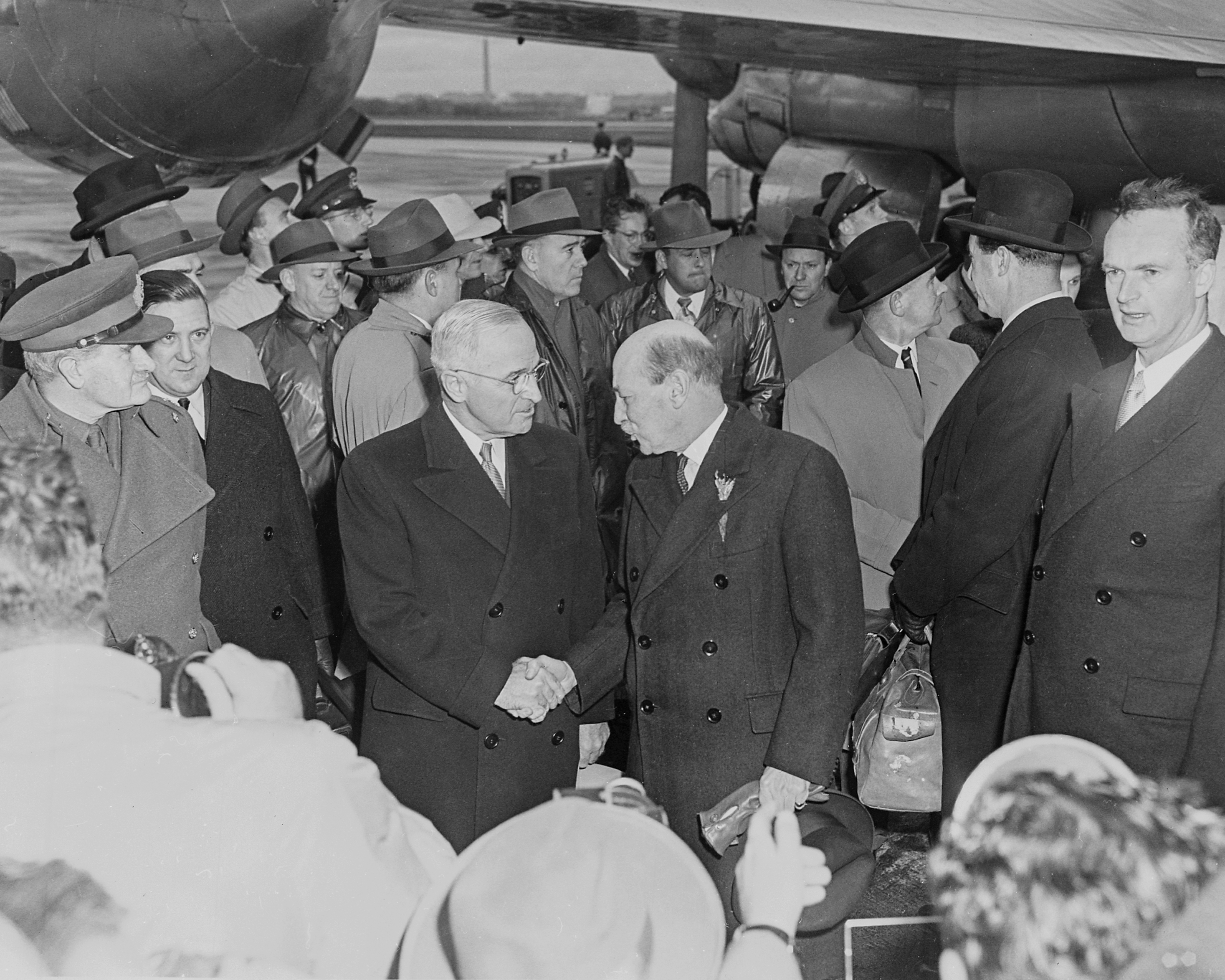
Präsident Truman begrüßt den britischen Premierminister Clement Attlee (zentral, rechts) bei dessen Ankunft am Washington National Airport zwecks Gesprächen über die Koreakrise, 4. Dezember 1950.

Der Premierminister des Vereinigten Königreichs Clement Attlee störte sich an Trumans Verhalten und bemühte sich die aus der Zeit des Zweiten Weltkriegs stammende Übereinkunft von Quebec wiederzubeleben. Diese besagte, dass die Vereinigten Staaten keine Kernwaffen einsetzen würden, ohne die Zustimmung des Vereinigten Königreichs einzuholen. Die Befürchtung war, dass die Vereinigten Staaten in einen Krieg mit China driften könnten. Bei einem Staatsbesuch in den Vereinigten Staaten im Dezember 1950 drückte Attlee die Sorge der britischen und anderer europäischer Regierungen aus, dass „General MacArthur den Kurs vorgab.“ Da MacArthurs Ansichten über die Wichtigkeit Asiens in der Weltpolitik allgemein bekannt waren, fürchteten sie, er könne den Fokus der Vereinigten Staaten von Europa nach Asien ziehen. In dieser Angelegenheit verteidigte Bradley, der seit dem Zweiten Weltkrieg eher anglophob eingestellt war, MacArthur.
Amerikanische Überlegungen vom Januar 1951, die UNO-Truppen aus Korea zurückzuziehen, alarmierten die Briten. Für sie hing Einheit und gegenseitiges Vertrauen der NATO-Mächte in Europa unmittelbar von der Truppenpräsenz in Korea ab, auch wenn es sich dabei nur um einen kleinen Brückenkopf um Busan handeln sollte. General Bradley verteidigte erneut das Vorgehen und die Überlegungen MacArthurs, es war inzwischen aber klar, dass er die Beziehungen beider Länder belastete. Im amerikanischen Kongress war das Bündnis mit dem Vereinigten Königreich unpopulär. Oppositionsführer Joseph William Martin griff Truman dafür an, Attlees Britannien in „Sklaverei gegenüber der Regierung und lähmende Schuld“ zu folgen.

### Öffentliche Aussagen
Ein Journalist fragte MacArthur am 1. Dezember 1950, ob das Verbot der Einsätze gegen chinesische Truppen jenseits des Yalu „ein Hindernis für effiziente Militäroperationen“ darstelle. Er antwortete, dass es wirklich „ein enormes Hindernis, beispiellos in der Militärgeschichte“ sei. Am 6. Dezember gab Truman eine Direktive heraus, die von allen Militäroffizieren und diplomatischem Personal verlangte, alle außer Routinemeldungen vor der Veröffentlichung vom Außenministerium freigeben zu lassen und „Abstand von direkten Gesprächen über Militär- und Außenpolitik mit Zeitungen, Magazinen und anderen öffentlichen Medien zu nehmen.“ Generalmajor Whitney teilte MacArthur seine Einschätzung der Direktive mit, dass die Einschränkungen „nur für formale öffentliche Erklärungen und nicht für Communiqués, Korrespondenz und persönliche Gespräche“ gälten. Am 13. Februar und 7. März 1951 machte MacArthur ähnliche Bemerkungen in Presseerklärungen.
Im Februar und März 1951 wandte sich das Kriegsglück erneut und MacArthurs Truppen drangen nach Norden vor. Das am 4. Januar gefallene Seoul konnte am 17. März zurückerobert werden. Dies schürte in Washington Hoffnungen, China und Nordkorea könnten empfänglich für ein Waffenstillstandsangebot sein und Truman bereitete eine in diese Richtung gehende Erklärung vor. MacArthur erfuhr am 20. März durch die JCS hiervon und warnte den neuen Befehlshaber der Achten Armee, Generalleutnant Matthew B. Ridgway, dass politische Befindlichkeiten geplante Operationen bald einschränken könnten. Am 23. März veröffentlichte er ein Communiqué, in dem er den Chinesen einen Waffenstillstand anbot:

„Von noch größerer Wichtigkeit als unsere taktischen Erfolge war die klare Enthüllung, dass es diesem neuen Feind, Rotchina, von solch aufgebauschter und gepriesener Militärmacht, an der industriellen Kapazität mangelt, viele für die Führung eines modernen Krieges benötigten, entscheidenden Materialien ausreichend zur Verfügung zu stellen. Ihm fehlen die Produktionsgrundlage und die Rohstoffe, die zu Produktion, Wartung und Einsatz selbst moderater Luft- und Seemacht benötigt werden, und er kann die für erfolgreiche Bodenoperationen notwendigen Güter – wie Panzer, schwere Artillerie und andere durch die Wissenschaft in die Durchführung militärischer Operationen eingeführte Feinheiten – nicht bereitstellen. Vormals mag sein großes numerisches Potential diese Lücke gefüllt haben, aber mit der Entwicklung der bestehenden Methoden der Massenvernichtung überwiegen Zahlen alleine nicht mehr die solchen Mängeln innewohnende Verwundbarkeit. Kontrolle über die See und den Luftraum, was im Umkehrschluss Kontrolle über Nachschub, Kommunikation und Transport bedeutet, sind heute nicht minder wichtig und entscheidend als in der Vergangenheit. Wenn diese Kontrolle, wie in unserem Falle, existiert und mit einer Unterlegenheit der Bodenfeuerkraft im Fall des Gegners gepaart ist, kann die entstehende Ungleichheit nicht durch Tapferkeit, egal wie fanatisch, oder die schockierendste Gleichgültigkeit gegenüber menschlichen Verlusten überwunden werden.
Diese militärische Schwäche ist klar und zweifellos enthüllt worden, seit Rotchina in seinen unerklärten Krieg in Korea eintrat. Selbst unter den Beschränkungen, die die Aktivität der Kräfte der Vereinten Nationen momentan behindern, und den dadurch Rotchina zufallenden militärischen Vorteilen, hat es seine vollkommene Unfähigkeit gezeigt, die Eroberung Koreas durch den Einsatz von Gewalt zu vollenden. Der Feind muss sich daher nun schmerzlich bewusst sein, dass eine Entscheidung der Vereinten Nationen auf Abrückung von ihrer toleranten Bemühung, den Krieg auf Korea zu beschränken, durch eine Ausweitung unserer militärischen Operationen auf seine Küstengebiete und Inlandsstützpunkte China bis hin zur Gefahr des drohenden militärischen Zusammenbruchs verdammen würde. Mit dem Aufstellen dieser grundlegenden Fakten sollte es keine unüberwindlichen Schwierigkeiten geben, zur Entscheidung des Koreaproblems zu kommen, wenn die Angelegenheiten auf ihre eigene Weise gelöst werden, ohne durch außenstehende, nicht direkt auf Korea bezogene Gründe belastet zu werden – wie Formosa oder Chinas Sitz in den Vereinten Nationen.“

Am folgenden Tag autorisierte MacArthur Ridgway, bis zu 32 km nördlich des 38. Breitengrades vorzurücken. Truman äußerte später „Ich war bereit, ihn in das Nordchinesische Meer [sic] zu schmeißen…ich war in meinem Leben niemals so verärgert.“ Truman war der Meinung, dass MacArthurs Communiqué, das nicht nach den Maßgaben der Direktive von Dezember behandelt worden war, seinen eigenen Überlegungen zuvorkam. Später schrieb er:

„Dies war eine der außergewöhnlichsten Aussagen eines Militärbefehlshabers der Vereinten Nationen bezüglich seiner eigenen Zuständigkeiten. Sie war ein Akt, der alle Direktiven, Abstand von jeglichen Aussagen zur Außenpolitik zu nehmen, vollkommen ignorierte. Sie war eine offene Missachtung meines Befehls als Präsident und Oberbefehlshaber. Dies war eine Herausforderung der aus der Verfassung abgeleiteten Autorität des Präsidenten. Sie beleidigte darüber hinaus die Politik der Vereinten Nationen. Durch diesen Akt ließ MacArthur mir keine andere Wahl – ich konnte diese Unbotmäßigkeit nicht länger tolerieren.“

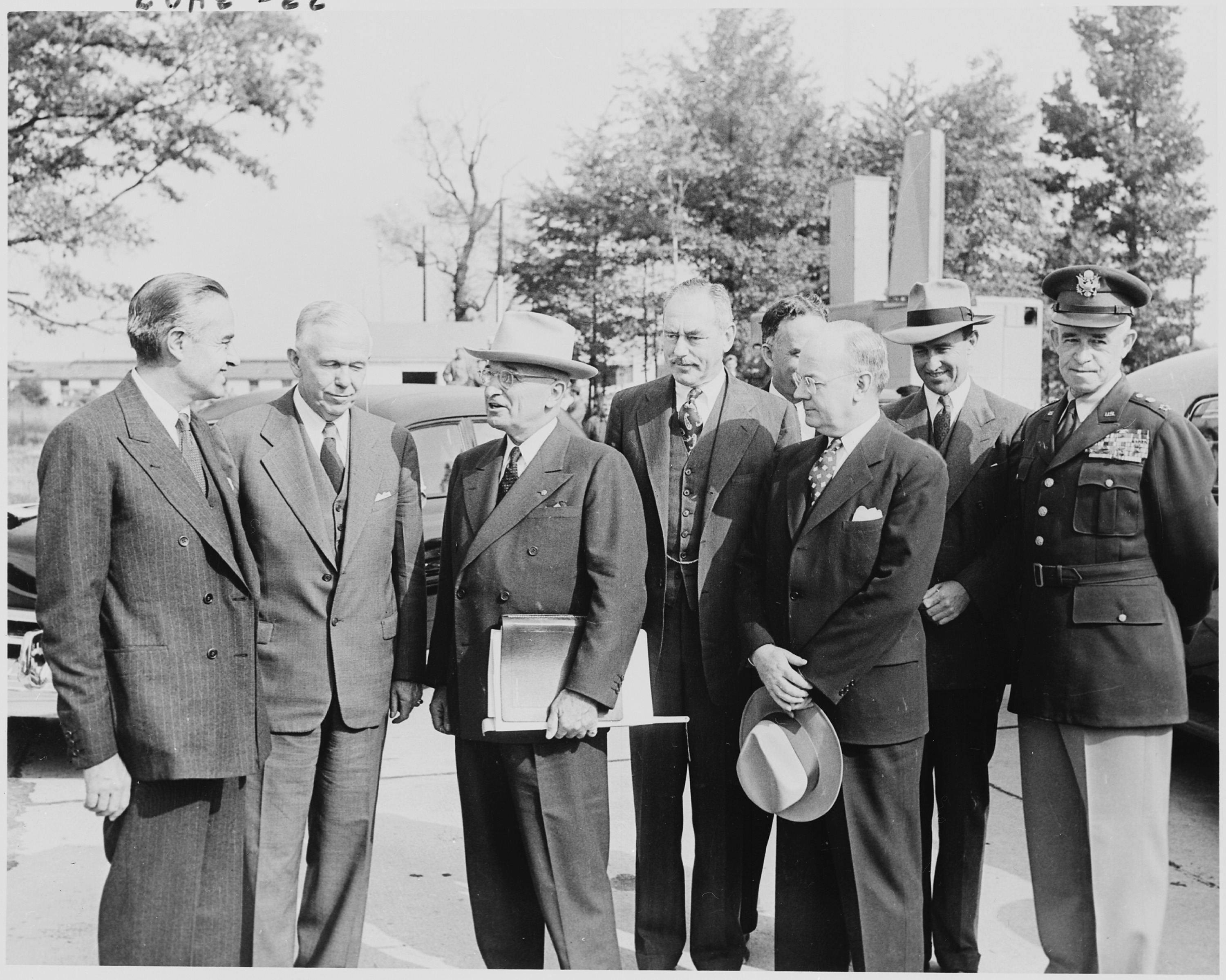
Präsident Truman bei seiner Rückkehr von der Wake Island-Konferenz, 18. Oktober 1950.

Für den Moment tat er es aber doch. Es hatte bereits früher ernsthafte Konfrontationen zwischen Ziviladministration und Militär über Politik gegeben, am bekanntesten die zwischen Präsident Abraham Lincoln und Generalmajor George B. McClellan im Jahr 1862. Ein anderes Beispiel war die Abberufung von Generalmajor Winfield Scott durch Präsident James K. Polk nach dem Mexikanisch-Amerikanischen Krieg. Bevor er MacArthur entließ, studierte Truman Geschichtsbücher um herauszufinden, wie genau Lincoln und Polk mit ihren Generälen verfahren waren. Später sagte Truman, dass Polk sein liebster Präsident gewesen sei, da „er den Mut hatte, dem Kongress zu sagen, er möge in außenpolitischen Angelegenheiten zur Hölle fahren.“
Es bestanden ernste Differenzen im Politikverständnis zwischen MacArthur und der Regierung Truman. Eine war MacArthurs tief sitzender Glaube, dass es nicht möglich sei, den Kampf gegen den Kommunismus in Europa von jenem in Asien zu trennen. Dieser Glaube wurde als Ergebnis der zu langen Stationierung in Ostasien und darin gesehen, dass er als Befehlshaber eines Schauplatzes nur für einen Teil des Fernen Ostens verantwortlich war und ihm dadurch die Übersicht fehlte. Eine weitere wichtige Differenz war MacArthurs Meinung, dass China nicht, wie Acheson es behauptete, „der größte und wichtigste Satellit der Sowjetunion“ war, sondern ein unabhängiger Staat mit seiner eigenen Agenda der, in MacArthurs Worten, nur zwischenzeitlich „zu seinem eigenen Vorteil mit Sowjetrussland verbündet ist.“ Wenn MacArthurs These allgemeingültig geworden wäre, hätte folglich die Ausdehnung des Krieges auf China keinen Eintritt der Sowjetunion provoziert. Die JCS wiesen dies mit Nachdruck zurück, obwohl dies ihrer Position widersprach, dass Europa und nicht Asien der Hauptfokus der Sowjetunion sei. Selbst unter den Politikern der republikanischen Partei gab es nur wenig Unterstützung für MacArthurs Position.
Am 5. April verlas Oppositionsführer Martin den Text eines auf den 20. März datierten Briefes, den er von MacArthur erhalten hatte. In diesem kritisierte jener die Prioritäten der Truman-Administration im Kongress. Er schrieb:

„Es ist für einige seltsam schwer zu realisieren, dass es hier in Asien ist, wo die kommunistischen Verschwörer beschlossen haben ihr Rennen zur Welteroberung zu machen und in das Spiel eingestiegen sind, das sich also auf das Schlachtfeld gehoben hat; dass wir hier Europas Krieg mit Waffen kämpfen, während die Diplomaten weiterhin mit Worten kämpfen; dass wenn wir den Krieg mit dem Kommunismus in Asien verlieren, der Fall Europas unvermeidbar ist; wenn wir gewännen, würde Europa sehr wahrscheinlich einem Krieg entgehen und darüber hinaus seine Freiheit erhalten. Wie Sie es herausgestellt haben, wir müssen gewinnen. Es gibt keinen Ersatz für den Sieg.“

Später schrieb MacArthur, Martin habe den Brief „aus unerklärten Gründen und ohne mich zu fragen“ veröffentlicht, er war aber nicht als vertraulich oder inoffiziell gekennzeichnet gewesen.

## Entlassung
Am Morgen des 6. April 1951 traf Truman sich in seinem Büro mit Acheson, Bradley, Harriman und Marshall, um zu beraten, wie mit MacArthur verfahren werden sollte. Harriman sprach sich klar für eine Entlassung aus, der Bradley widersprach. Marshall bat um mehr Zeit, um den Fall zu überdenken, während Acheson zwar persönlich eine Entlassung begrüßte, dies aber nicht äußerte. Er warnte Truman lediglich, dass ein solcher Schritt „der größte Kampf Ihrer Regierung“ würde. Bei einem zweiten Treffen am folgenden Tag sprach sich neben Bradley nun auch Marshall gegen eine Entlassung aus. Am 8. April trafen sich die JCS mit Marshall in dessen Büro. Jeder der Chiefs äußerte einzeln die Meinung, dass MacArthurs Verbleiben von einem „militärischen Standpunkt“ aus wünschenswert sei, merkten dabei aber an, dass militärische Erwägungen keinen Vorrang hätten. Sie fürchteten, „wenn MacArthur nicht entlassen wird, wird ein großer Teil unserer Leute davon ausgehen, dass die zivilen Autoritäten das Militär nicht länger kontrollieren.“ Am 9. April traf sich Truman erneut mit seinen vier Beratern in einem Büro. Bradley informierte ihn über die Sicht der JCS und Marshall äußerte, dass er mit diesen übereinstimme. Truman schrieb in sein Tagebuch „es ist die einhellige Meinung aller, dass MacArthur entlassen wird. Alle vier raten dazu.“ Vor dem Kongress gaben die JCS später an, sie hätten mit der Entlassung nur „übereingestimmt“ und sie nicht „vorgeschlagen“.
Am 11. April 1951 verfasste Truman einen Befehl an MacArthur, der mit der Unterschrift Bradleys übermittelt wurde:

„Ich bedauere es zutiefst, dass es meine Pflicht als Präsident und Oberbefehlshaber der Streitkräfte der Vereinigten Staaten geworden ist, Sie als Commander, Allied Powers; Commander-in-Chief, United Nations Command; Commander-in-Chief, Far East; und Commanding General, U.S. Army, Far East zu ersetzen.
Sie werden Ihre Kommandos mit sofortiger Wirksamkeit an Lt. Gen. Matthew B. Ridgway übergeben. Sie sind autorisiert,  die nötigen Befehle geben zu lassen, sollten Sie an einen Ort Ihrer Wahl reisen wollen.
Meine Gründe für Ihre Ersetzung werden zeitgleich mit der Zustellung des vorangegangenen Befehls an Sie öffentlich gemacht und sind in der nächstfolgenden Nachricht enthalten.“

Das Time Magazine zitierte Truman in einer am 3. Dezember 1973 erschienenen Ausgabe, Anfang der 1960er gesagt zu haben:

„Ich habe ihn gefeuert, weil er die Autorität des Präsidenten nicht respektieren würde. Ich habe ihn nicht gefeuert, weil er ein dummer Mistkerl war, obwohl er es war, aber das ist kein Regelverstoß für Generäle. Wenn es das wäre, würde die Hälfte bis hin zu drei Vierteln von ihnen im Gefängnis sitzen.“

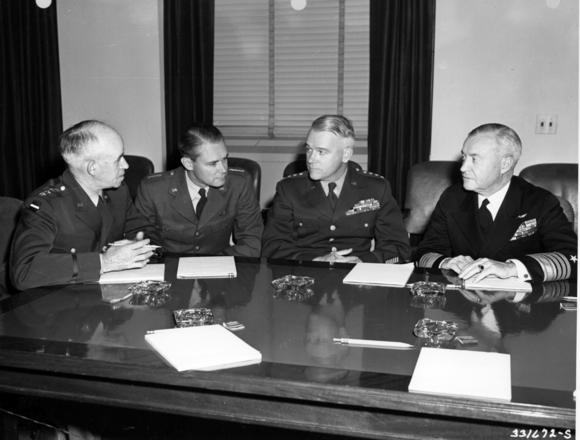
Die Mitglieder der Joint Chiefs of Staff bei einem Treffen in ihrem Konferenzraum im Pentagon, 22. November 1949.

Obwohl Truman und Acheson MacArthur Gehorsamkeitsverweigerung vorwarfen, vermieden es die JCS, Andeutungen in diese Richtung zu machen. MacArthur wurde nicht für direkte Gehorsamkeitsverweigerung entlassen. Gehorsamkeitsverweigerung stellte ein militärisches Vergehen dar und MacArthur hätte wie Billy Mitchell in den 1920ern ein öffentliches Kriegsgerichtsverfahren verlangen können. Der Ausgang eines solchen Verfahrens war nicht absehbar und im Falle eines Freispruchs hätte das Gericht seine Wiedereinsetzung anordnen können. Die JCS bestätigten, dass es „geringen Anlass [gibt], dass General MacArthur es jemals versäumt hat, einen direkten Befehl der Joint Chiefs auszuführen, oder entgegen einem Befehl gehandelt hat.“ Bradley befand:

„Tatsächlich hat MacArthur sie ausgedehnt, aber niemals eine der Direktiven der JCS verletzt. Er hat die Direktive des Präsidenten vom 6. Dezember, die ihm von den JCS übermittelt wurde, verletzt, aber dies stellt keine Verletzung eines JCS-Befehls dar.“

Es war beabsichtigt, dass MacArthur von seiner Entlassung persönlich durch Heeresminister Frank Pace unterrichtet werden sollte, der gerade auf Frontbesuch in Korea weilte. Geschehen sollte dies um 20 Uhr am 11. April, Washington,-D.C.-Zeit, was 10 Uhr des Folgetages Tokio-Zeit entsprach. Pace erhielt die Nachricht wegen Übertragungsfehlern nicht. In der Zwischenzeit begannen Journalisten anzufragen, ob Gerüchte über eine Entlassung MacArthurs wahr seien. Truman entschied daraufhin, „dass wir uns das Entgegenkommen der persönlichen Überbringung des Befehls durch Minister Pace nicht leisten können“, und berief eine Pressekonferenz ein, auf welcher er einen vorbereiteten Bericht an die Presse gab:

„Mit tiefem Bedauern habe ich den Schluss gezogen, dass General of the Army Douglas MacArthur nicht in der Lage ist, der Politik der Regierung der Vereinigten Staaten und der Vereinten Nationen in Dingen, die in Bezug zu seinen offiziellen Pflichten stehen, seine vollkommene Unterstützung zu gewähren. In Anbetracht der speziellen Zuständigkeiten, die mir durch die Verfassung der Vereinigten Staaten gewährt werden, und der zusätzlichen Zuständigkeiten, welche mir von den Vereinten Nationen anvertraut wurden, habe ich entschieden, dass ich das Kommando im Fernen Osten einer Änderung unterziehen muss. Ich habe daher General MacArthur von seinem Kommando entbunden und Gen. Lt. Matthew B. Ridgway als seinen Nachfolger bestimmt.
Eine volle und lebhafte Debatte der Angelegenheiten der nationalen Politik sind ein wesentliches Element des konstitutionellen Systems unserer freien Demokratie. Es ist elementar, dass Militärkommandeure durch Politik und Direktiven gelenkt werden, die ihnen in der durch unsere Gesetze und Verfassung vorgegebenen Art übermittelt werden. In Zeiten der Krise ist diese Rücksichtnahme besonders bindend.
General MacArthurs Platz in der Geschichte als einer unserer größten Befehlshaber ist bereits etabliert. Die Nation schuldet ihm Dank für seine herausragenden und außergewöhnlichen Dienste, die er seinem Land auf Positionen großer Verantwortung leistete. Aus diesem Grund wiederhole ich mein Bedauern über die Notwendigkeit der Handlung, zu der ich mich in seinem Falle verpflichtet fühlte.“

In Tokio befand MacArthur sich bei einem Mittagessen mit Senator Warren G. Magnuson und William Stern von Northwest Airlines in der amerikanischen Botschaft, als Oberst Sidney Huff, sein Adjutant, den er bereits von den Philippinen kannte, eintrat und MacArthurs Frau informierte, er habe von einem öffentlichen Rundfunksender von seiner Entlassung gehört. Diese erzählte es umgehend ihrem Mann. Japanische Radiostationen griffen die Geschichte schnell auf, die offizielle Benachrichtigung traf aber erst eine halbe Stunde später ein.

## Gründe

### Primat der Politik
Das Primat der Politik über das Militär war amerikanische Tradition seit der Gründung des Staates. Im 1956 erstmals erschienenen, zweiten Band seiner Memoiren schrieb Truman:

„Wenn es ein grundlegendes Element in unserer Verfassung gibt, ist es die zivile Kontrolle des Militärs. Politik wird durch gewählte politische Offizielle und nicht durch Generäle oder Admiräle gemacht. Wiederholt hat MacArthur bewiesen, dass er nicht willens war, die Politik der Regierung zu akzeptieren. Durch seine wiederholten öffentlichen Aussagen hat er nicht nur unsere Alliierten über den wahren Kurs unserer Politik verwirrt, sondern auch seine eigene Politik gegen die des Präsidenten gestellt... Wenn ich es ihm erlaubt hätte, die zivilen Autoritäten auf diese Weise herauszufordern, hätte ich selbst meinen Eid, die Verfassung zu achten und zu verteidigen, verletzt.“

Infolge der Entlassung gingen im Weißen Haus viele Briefe und Nachrichten ein, in denen die Öffentlichkeit großteils ihre Unterstützung für MacArthur bekundete. Viele hielten ihn für den besseren Mann in Hinsicht auf Charakter, Anstand, Ehre und Dienst. Unterstützerbriefe für Truman bezogen sich hauptsächlich auf das Primat der Politik.
Die zivile Kontrolle des Militärs wurde nicht durch die Verfassung garantiert. Sie verteilte lediglich die Zuständigkeiten für das Militär zwischen der Exekutive und der Legislative. Dies bedeutete, dass jeder Versuch einer Seite, die Kontrolle für sich zu beanspruchen wahrscheinlich zu einem Konflikt mit der anderen führen würde. Debatten über die zivile Kontrolle hatten in der Regel darum, welche Seite die ausführende Kontrollfunktion einnimmt und nicht wie die Kontrolle durchgeführt wird. Die Väter der Verfassung kümmerten sich nicht um die Führung einer ausgeprägten und technisch hochentwickelten Militärmaschinerie, da eine solche zu ihrer Zeit nicht existierte. Sie entstand erst im Verlauf des 19. Jahrhunderts, beeinflusst durch die Französische Revolution und durch die Industrielle Revolution angeregte, technische Fortschritte. Die Gründungsväter verstanden unter der zivilen Kontrolle des Militärs die Kontrolle über eine Volksmiliz.
Das Funktionieren dieses Prinzip für eine lange Zeit lag an der geographischen und politischen Isolation der Vereinigten Staaten. Verglichen mit europäischen Staaten standen die Vereinigten Staaten nur unter geringem Druck, die nötigen Reformen durchzuführen, die das Militär professionalisierten. Gleichwohl entstanden in dem halben Jahrhundert nach dem Amerikanischen Bürgerkrieg die für ein professionalisiertes Militär nötigen Einrichtungen, darunter das Naval War College und das Army War College.
Der Spanisch-Amerikanische Krieg zeigte administrative und organisatorische Schwächen auf und löste in der Folgezeit umfassende Reformen aus, von denen die umfassendsten unter Kriegsminister Elihu Root im Heer verwirklicht wurden. Zu ihnen gehörte die Einrichtung eines Generalstabs und die Verbesserung des Bildungssystems im Heer. Die fortschrittlicher und damit komplizierter werdende Technologie führte dazu, dass das Militär sich fortschreitend weiter professionalisierte, um die hieraus entstehenden Herausforderungen bewältigen zu können. Die amerikanische Militärkultur bestand traditionell aus der Loyalität gegenüber Vorgesetzten und der Ehrerbietung gegenüber der zivilen Kontrolle, was Spannungen zwischen der Gehorsamkeit gegenüber der Politik der aktuellen Regierung und der verfassungsmäßigen Zuständigkeit, den Kongress zu beraten, führte.

### Präsident als Oberbefehlshaber
In den Federalist Papers hatte Alexander Hamilton argumentiert:

„Der Präsident hat der Oberbefehlshaber des Heeres und der Marine der Vereinigten Staaten zu sein. In diesem Falle wäre seine Autorität nominell dieselbe wie jene des Königs von Großbritannien, ist im wesentlichen aber deutlich geringer. Sie würde nichts mehr bedeuten als das Oberkommando und die Leitung der militärischen und maritimen Streitkräfte als erster General und Admiral der Konföderation; während die des britischen Königs sich bis auf das erklären von Kriegen und das aufstellen und ordnen von Flotten und Armeen erstreckt, all das was, unter Berücksichtigung der Verfassung, der Legislative zufällt.“

Diese Argumentation außer Acht lassend schickte Truman am 26. Juni 1950 Truppen nach Korea, ohne dafür ein Mandat des Kongresses zu besitzen. Erst die folgende Resolution des UNO-Sicherheitsrates legitimierte eine militärische Unterstützung für Südkorea. Der United Nations Participation Act stellte hierfür die Grundlage dar. Er besagt, dass der Präsident nicht den Kongress konsultieren muss, um Forderungen des UNO-Sicherheitsrates zu erfüllen, sofern diese gemäß Artikel 42 der Charta der Vereinten Nationen erfolgen.
Der Untersuchungsausschuss des Kongresses, der als Folge der Entlassung einberufen worden war, befand, dass Trumans Handlungen sowohl die konstitutionellen als auch gesetzlichen Vorgaben verletzt hätten. Während frühere Präsidenten im Schattenbereich der Gesetzgebung liegende Militäreinsätze befohlen hatten, handelte es sich dabei um „Kämpfe mit Piraten, Anlandung kleiner Marinekontingente an wilden oder halbwilden Küsten, die Entsendung kleinerer Truppenkörper, um Banditen oder Viehdiebe über die Mexikanische Grenze zu verfolgen, und ähnliches.“ Kongressmitglied Vito Marcantonio, der in Opposition zum Koreakrieg stand, argumentierte, „als wir der Charta der Vereinten Nationen zustimmten, stimmten wir nicht zu, unsere Verfassung durch die Charta der Vereinten Nationen zu ersetzen. Die Macht, Krieg zu erklären und zu führen, ist den Repräsentanten des Volkes, im Kongress der Vereinigten Staaten, übertragen worden.“
Senator William F. Knowland bemerkte, dass:

„Artikel I der Verfassung überträgt die Macht, Krieg zu erklären, auf den Kongress und nicht auf die Exekutive. Wir gleiten offenbar in eine konstitutionell zwielichtige Zone ab, in der die Exekutive uns in den Krieg führen kann, den viertgrößten unserer Geschichte, ohne eine Erklärung oder Resolution des Kongresses, dass ein durch andere begonnener Kriegszustand bereits besteht. Wenn der Kongress innerhalb der ihm gegebenen konstitutionellen Vollmacht handelt, wird jede Aussage für oder gegen die Resolution Teil des Congressional Record und sowohl Presse als auch Öffentlichkeit werden vollständig informiert. Die offene Abstimmung zeigte, wie jedes Mitglied abgestimmt hat. Dies ist verantwortungsvolle und rechenschaftspflichtiges Regieren.
Wenn fünf oder sieben Männer sich in einer geheimen Sitzung in Blair House oder im Weißen Haus treffen und diese Nation in den viertgrößten Krieg unserer Geschichte von der Verlustseite aus betrachtet führen können, ohne dass ihre Stellungnahmen und Vorschläge dokumentiert oder verfügbar werden und ohne dass ihre Positionen in dieser Sache bekannt sind, haben wir eine Krieg-schaffende, vom Kongress übertragene Macht, die im Offenen für die Exekutive arbeitet, vor der Kamera arbeitet. Dies ist nicht, das füge ich hinzu, verantwortungsvolles oder rechenschaftspflichtiges Regieren.“

Die Auffassung, dass der Präsident, als Oberbefehlshaber, außerordentliche oder sogar absolute Macht hatte, wurde als Imperiale Präsidentschaft bekannt, nachdem ein Buch von Arthur M. Schlesinger dieses Namens erschien. Darin bemerkt Schlesinger, dass Trumans Truppenentsendung nach Korea und die Entlassung MacArthurs eine erhebliche Machtausdehnung der präsidiellen Befugnisse unter dem Schirm der Oberbefehlshaberschaft darstellten. Der technologische Fortschritt zwang die Soldaten in kleinen Gruppen zunehmend weiter voneinander entfernt zu kämpfen. Dies erzeugte einen neuen Schwerpunkt auf individuelle Entschlusskraft. Der alte Vorteil des Gehorsams wurde durch den der Loyalität ersetzt, deren Fokus in zunehmendem Maße der Präsident war.

### Apolitisches Militär
Eine weitere amerikanische Tradition war die des apolitischen Militärs, wobei sie nicht bis in die Gründungszeit, sondern lediglich bis auf den Bürgerkrieg zurück reichte. Während des 19. Jahrhunderts nahmen Berufsoffiziere nur selten an Wahlen teil. Dies lag weniger an einem allgemein geringen Interesse an Politik als am Soldatenleben an sich. Militärpersonal verlegte mit seinen Einheiten häufig zwischen den einzelnen Staaten der Union und die Gebiete der Stützpunkte stellten häufig Bundesterritorium dar, weshalb die Offiziere nach den Gesetzen der meisten Staaten nicht wählen durften. Das eigentliche Prinzip des apolitischen Militärs setzte sich während der Amtszeit William T. Shermans als Commanding General of the United States Army von 1869 bis 1883 durch, der Politik verabscheute.
Anders als ihre europäischen – und später auch japanischen – Gegenüber verfügten die amerikanische Admiralität und Generalität nicht über Einfluss in der Außenpolitik oder waren mit dieser verstrickt. Dies lag aber hauptsächlich daran, dass in der noch zu MacArthurs Jugend bestehenden, hauptsächlich an der inneramerikanischen Grenze zur Wildnis stationierten Armee kein Bedarf hierfür bestand. Eine Änderung dieser Nichtverstrickung setzte erst nach dem Spanisch-Amerikanischen Krieg ein, als Einheiten des Militärs für längere Zeit abseits des amerikanischen Kontinents im Pazifik, Ostasien und der Karibik stationiert wurden.
Das Konzept unterschiedlicher Kriegsschauplätze entwickelte sich während des Zweiten Weltkriegs. In solch umfassend abgegrenzten Kommandobereichen neigten die militärischen und politischen Anliegen und Ziele dazu, sich zu vermischen. Als Befehlshaber im Südwestpazifik unterstand MacArthur sowohl der australischen als auch der US-Regierung. Dies machte ihn nach den Worten von Präsident Roosevelt „sowohl einen Botschafter als auch Oberbefehlshaber.“ MacArthurs mangelnde Unterstützung für die „Europa zuerst“-Strategie der Alliierten sorgte für Verstimmungen in Washington, als er die Kommandokette eigenmächtig über den australischen Premierminister John Curtin umging.
General Marshall drückte diesen Konflikt in seiner Aussage vor dem US-Senat aus:

„Es erwächst aus dem innewohnenden Unterschied zwischen der Position eines Befehlshabers, dessen Aufgabe auf ein bestimmtes Gebiet und einen bestimmten Gegenspieler begrenzt ist, und der Position der Joint Chiefs of Staff, des Verteidigungsministers und des Präsidenten, die für die absolute Sicherheit der Vereinigten Staaten verantwortlich sind, […] und muss die Interessen und Aufgaben in einem Teil der Welt mit denen in anderen aufwiegen, um ein Gleichgewicht zu erzielen […]. Es ist nichts Neues an diesem Auseinandergehen in unserer Militärgeschichte […]. Was neu ist und die absolute Notwendigkeit der Entlassung General MacArthurs nötig machte, ist die gänzlich beispiellose Situation eines lokalen Schauplatzbefehlshabers, der öffentlich sein Missfallen der und seine Nichtübereinstimmung mit der Außenpolitik der Vereinigten Staaten ausdrückt. [… Er] hat sich so weit von der etablierten Politik der Vereinigten Staaten entfernt, dass ernsthafte Zweifel bestehen, ob es ihm länger erlaubt werden könne, die Autorität zu haben Entscheidungen zu treffen die normale Kommandofunktionen einem Schauplatzbefehlshaber übertragen.“

## Nachwehen

### Reaktionen

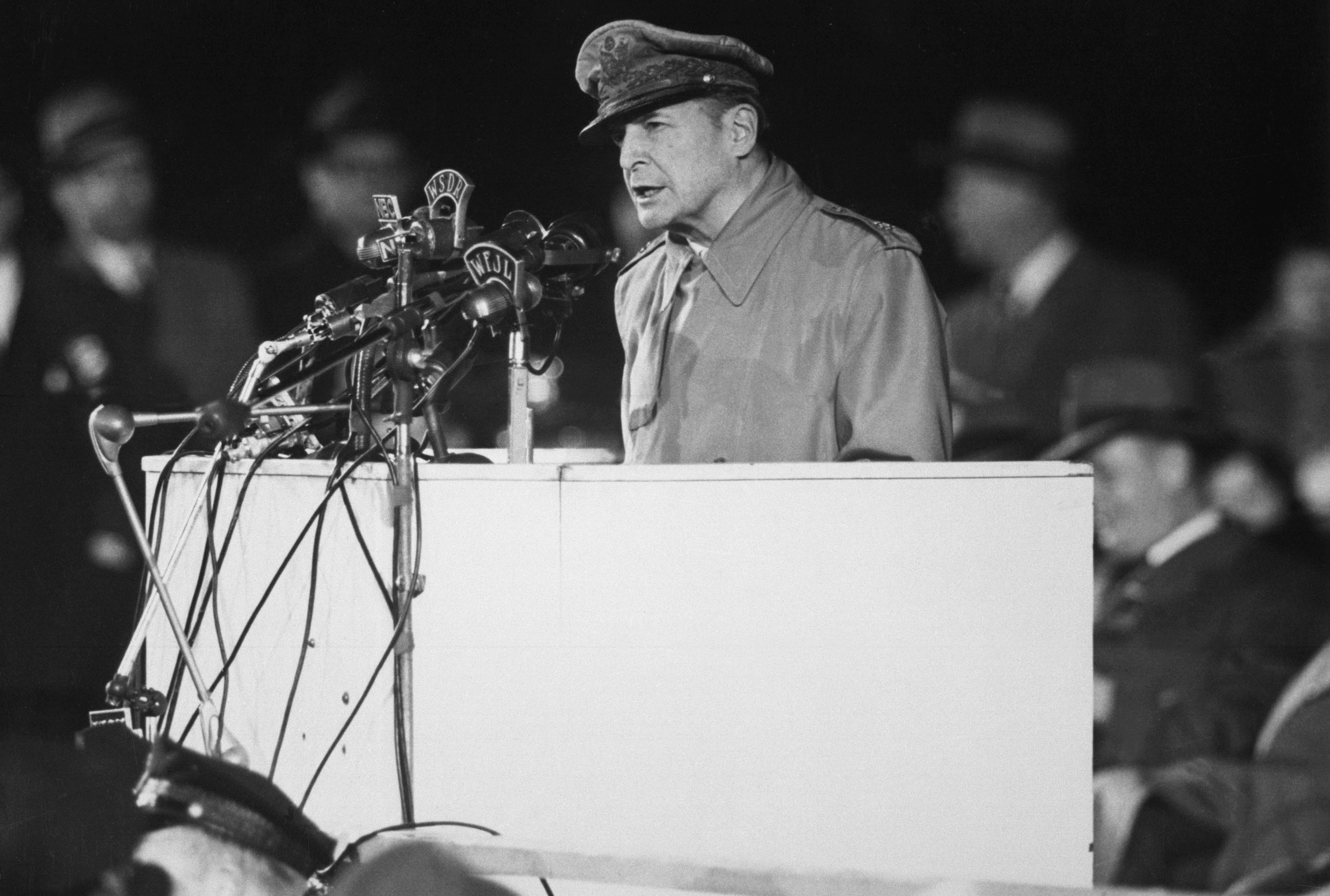
MacArthur spricht bei seiner ersten Rückkehr in die Vereinigten Staaten nach 14 Jahren vor etwa 50.000 Menschen auf dem Soldier Field, 25. April 1951.

Die Nachricht von der Entlassung MacArthurs sorgte in weiten Teilen Japans für einen Schock. Das japanische Parlament verabschiedete eine Dankbarkeitsresolution zu seinen Ehren und Tennō Hirohito besuchte ihn persönlich in der amerikanischen Botschaft. Nie zuvor hatte ein japanischer Kaiser eine nichtadelige Person besucht. Die Tageszeitung Mainichi Shimbun schrieb:

„MacArthurs Absetzung ist der größte Schock seit dem Ende des Krieges. Er behandelte das japanische Volk nicht wie ein Eroberer, sondern wie ein großer Reformer. Er war ein edler politischer Missionar. Was er uns gab, waren nicht nur materielle Hilfe und eine demokratische Reform, sondern eine neue Lebensweise, die Freiheit und Würde des Einzelnen […]. Wir sollten fortfahren, ihn zu lieben und ihm zu vertrauen, als einen der Amerikaner, die Japans Position am besten verstanden.“

In der Chicago Tribune sprach sich der Senator Robert A. Taft für die unmittelbare Eröffnung eines Amtsenthebungsverfahrens gegen Truman aus:

„Präsident Truman muss seines Amtes enthoben und verurteilt werden. Seine voreilige und rachsüchtige Entfernung MacArthurs ist der Höhepunkt einer Reihe von Handlungen, die gezeigt haben, dass er, moralisch und mental, für dieses hohe Amt ungeeignet ist. Die amerikanische Nation war nie in größerer Gefahr. Sie wird geführt von einem Narr, umgeben von Schurken.“

Zeitungen wie die Chicago Tribune und die Los Angeles Times kamen zu dem Schluss, dass MacArthurs „voreilige und rachsüchtige“ Entlassung durch außenpolitischen Druck erfolgt sei. Besonders das Vereinigte Königreich und die britischen Sozialisten in Attlees Regierung hätten darauf gedrängt. Der in der Partei für seine scharfen Worte bekannte republikanische Senator Kenneth S. Wherry behauptete, die Entlassung sei das Ergebnis von Druck seitens „der sozialistischen Regierung Großbritanniens“ gewesen.
Nach seiner Entlassung flog MacArthur zurück in die Vereinigten Staaten, deren Festland er seit vierzehn Jahren nicht mehr betreten hatte. Bei seiner Ankunft in San Francisco empfing ihn der Befehlshaber der 6. US-Armee, Generalleutnant Albert C. Wedemeyer. Anschließend nahm er an einer Parade zu seinen Ehren teil, die 500.000 Menschen anzog. Bei seiner Ankunft auf dem Washington National Airport empfingen ihn unter anderem die JCS und der General Jonathan M. Wainwright. Truman schickte seinen Berater Vaughan, was als Beleidigung aufgefasst wurde, da weite Teile der Öffentlichkeit und des Berufsmilitärs ihn als einen korrupten Intimus Trumans wahrnahmen. „Es war eine beschämende Sache, MacArthur zu entlassen, und noch beschämender war es, Vaughan zu schicken,“ schrieb jemand an Truman.
MacArthur nahm an einer gemeinsamen Sitzung des Kongresses teil, wo er seine später berühmte Rede „Old Soldiers Never Die“ hielt, in der er erklärte:

„Es sind Anstrengungen unternommen worden, meine Position zu verdrehen. Es wurde in der Tat gesagt, dass ich ein Kriegstreiber war. Nichts könnte weiter von der Wahrheit liegen. Ich kenne Krieg, wie ihn nur wenige jetzt lebende Männer kennen, und nichts – und nichts scheut mich mehr ab. Ich bin lange für seine vollständige Abschaffung eingetreten und seine große Zerstörungskraft sowohl bei Freund als auch Feind hat ihn als sinnlos erwiesen, um internationale Konflikte zu lösen […]. Aber sobald wir zum Krieg gezwungen werden, gibt es keine Alternative, als alle verfügbaren Mittel einzusetzen, um ihn zu einem schnellen Ende zu bringen. Das Ziel des Krieges ist der Sieg, nicht andauernde Unentschlossenheit. Im Krieg kann es keinen Ersatz für den Sieg geben.“

Als Reaktion veröffentlichte das Pentagon eine Presseerklärung, in der es hieß, „die durch den Präsidenten getätigte Handlung der Entlassung MacArthurs folgte den einstimmigen Empfehlungen der führenden zivilen und militärischen Berater des Präsidenten, darunter die Joint Chiefs of Staff.“ Nach seiner Rede flog MacArthur weiter nach New York City, wo die bis dahin größte Konfettiparade zu seinen Ehren stattfand. Später nahm er an weiteren Massenveranstaltungen in Chicago und Milwaukee teil. Bis zu seinem Lebensende vertrat er den Standpunkt, in den Auseinandersetzungen um eine Ausweitung oder Begrenzung des Koreakriegs recht behalten zu haben.

### Untersuchung durch den Kongress
Im Mai und Juni 1951 führten das Senate Armed Services Committee und das Senate Foreign Relations Committee „eine Untersuchung über die militärische Situation im Fernen Osten und der Fakten um die Entlassung von General of the Army Douglas MacArthur“ durch. Aufgrund der brisanten politischen und militärischen Themen tagte der Untersuchungsausschuss unter Ausschluss der Öffentlichkeit und die Protokolle wurden erst 1973, stark zensiert, veröffentlicht. Den beiden Komitees saß Senator Richard B. Russell während der Untersuchungen vor. Insgesamt wurden vierzehn Zeugen berufen: Douglas MacArthur, George C. Marshall, Omar N. Bradley, J. Lawton Collins, Hoyt S. Vandenberg, Forrest Sherman, Adrian S. Fisher, Dean Acheson, Albert C. Wedemeyer, Louis A. Johnson, Oscar C. Badger, Patrick J. Hurley, David C. Barr und Emmett O’Donnell.
Die Vernehmung Marshalls und der JCS widerlegte viele von MacArthurs Argumenten. Marshall erklärte ausdrücklich, dass keine Unstimmigkeiten zwischen ihm selbst, dem Präsidenten und den JCS bestanden hätten. Gleichzeitig offenbarten sie ihre eigene Scheu, die Konfrontation mit MacArthur zu suchen; außerdem erklärten sie, dass sie ihn nicht immer vollständig über alle Regierungsentscheidungen informiert hätten. Vandenberg stellte die Effektivität von Luftangriffen auf Stützpunkte in der Mandschurei in Frage, während Bradley anmerkte, dass die Kommunisten in Korea selbst ebenfalls nur einen eingeschränkten Krieg führten, und es bisher zu keinen Angriffen auf UNO-Luftstützpunkte und Häfen oder dem eigenen „privilegierten Unterschlupf“ Japan gekommen sei. Sie kamen zu dem Urteil, dass es den Schaden nicht wert sei, den Krieg auszuweiten, stellten aber klar, dazu bereit zu sein, sollte es von kommunistischer Seite zu einer Eskalation kommen oder diese fortlaufend keine Verhandlungsbereitschaft signalisieren. Sie stimmten ebenfalls nicht mit MacArthurs Bewertung der Kampfkraft der südkoreanischen und nationalchinesischen Truppen überein. Bradley sagte dazu:

„Rotchina ist nicht die mächtige Nation, die danach strebt, die Welt zu beherrschen. Offen gesagt, nach Meinung der Joint Chiefs of Staff, würde diese Strategie uns in den falschen Krieg am falschen Ort zur falschen Zeit und mit dem falschen Gegner führen.“

Das Komitee kam zu dem Schluss, dass „die Entfernung General MacArthurs in der verfassungsrechtlichen Zuständigkeit des Präsidenten lag, die Umstände aber ein Schlag für den Nationalstolz waren.“ Sie befanden weiter, dass „es keine ernsten Unstimmigkeiten zwischen General MacArthur und den Joint Chiefs of Staff über die militärische Strategie gab.“ Sie empfahlen, „die Vereinigten Staaten sollten niemals wieder ohne die Einwilligung des Kongresses in einen Krieg involviert werden.“

### Opposition der Öffentlichkeit
Nach Abschluss des Untersuchungsausschusses durchgeführte Umfragen ergaben, dass die Öffentlichkeit Trumans Entscheidung weiterhin ablehnte und dazu neigte, eher MacArthur als Bradley oder Marshall über den Hergang Glauben zu schenken. Bis Mitte 1951 fiel Trumans Zustimmungsrate auf 23 Prozent, was noch unter den Tiefstwerten Richard Nixons von 25 % im Verlauf der Watergate-Affäre und Lyndon B. Johnsons von 28 % auf dem Höhepunkt des Vietnamkriegs im Jahr 1968 lag. Mit dem Stand September 2012 ist dies die niedrigste je vom Meinungsforschungsinstitut Gallup ermittelte Zustimmungsrate zu einem amtierenden Präsidenten.
Der zunehmend unpopuläre Koreakrieg setzte sich fort und eine Reihe von Korruptionsskandalen erschütterte die Regierung Trumans zusätzlich. Bei der Präsidentschaftswahl von 1952 kandidierte Truman aufgrund geringer Unterstützung in der eigenen Partei nicht erneut und der Kandidat der Demokratischen Partei, Adlai Stevenson, versuchte, sich öffentlich so weit als möglich von der Person Truman und dessen Regierung zu distanzieren. Der republikanische Präsidentschaftsbewerber und ehemalige General of the Army Dwight D. Eisenhower konnte die Wahlen für sich entscheiden und erhöhte in der Folge den Druck auf die Volksrepublik China, indem er das konventionelle Bombardement in Korea ausweiten ließ und die Drohung des Einsatzes von Kernwaffen erneuerte. Ein günstiges politisches Klima infolge des Todes des sowjetischen Diktators Josef Stalin führten Ende Juli 1953 zur Unterzeichnung eines Waffenstillstandsabkommens durch die Kriegsparteien. Die amerikanische Führung glaubte, den Waffenstillstand durch die Drohung des Einsatzes von Kernwaffen erreicht zu haben, weshalb sie diese bei erneuten Spannungen mit der Volksrepublik China in den 1950er Jahren wiederholt aussprach.
Durch ihre Unterstützung Trumans galten die JCS als politisch belastet. Senator Taft misstraute besonders Bradley aufgrund seines starken Fokus auf Europa, was seiner Meinung nach zu Kosten Asiens ginge. Er riet Eisenhower nach dessen Wahl daher, die JCS so schnell wie möglich zu ersetzen. Als erstes wurde Vandenberg von seinem Posten entbunden, der unter Krebs im Endstadium litt und seine Rücktrittspläne bereits öffentlich gemacht hatte. Eisenhower ersetzte ihn am 7. Mai 1953 durch General Nathan F. Twining. Bald darauf ersetzte er Bradley durch Admiral Arthur W. Radford, den Commander-in-Chief des United States Pacific Command. Auf Collins folgte Ridgway und Admiral William Fechteler, der dem im Juli 1951 verstorbenen Sherman als Chief of Naval Operations gefolgt war, übergab seinen Posten Admiral Robert B. Carney.

## Auswirkungen
Die Entlassung MacArthurs beeinflusste die zivil-militärischen Beziehungen in den Vereinigten Staaten langfristig. Bei einem Treffen Präsident Johnsons mit General William Westmoreland anlässlich des Vietnamkriegs in Honolulu 1966 merkte Ersterer an: „General, ich habe eine Menge mit Ihnen zu besprechen. Ich hoffe Sie machen keinen MacArthur.“ Für ihren Teil vermieden es Westmoreland und andere hochrangige Offiziere, die Rolle des Präsidenten als Oberbefehlshaber in Frage zu stellen oder Uneinigkeit mit dessen Politik erkennen zu lassen. In seinem 1997 erschienenen Buch Dereliction of Duty: Lyndon Johnson, Robert McNamara, the Joint Chiefs of Staff, and the Lies That Led to Vietnam kommt der damalige Oberstleutnant Herbert R. McMaster zu dem Schluss, dass die JCS dahingehend versagt hätten, den Präsidenten, Verteidigungsminister Robert McNamara oder den Kongress ohne Hintergedanken an potentielle persönliche Konsequenzen offen und professionell zu beraten. Das Buch erwies sich in Militärkreisen als äußerst einflussreich. So ließ der damalige Vorsitzende der JCS, Henry H. Shelton, ein Exemplar an jeden General des US-Militärs verteilen. Im Februar 2012 veröffentlichte der Oberstleutnant Daniel L. Davis einen Bericht namens Dereliction of Duty II in welchem er hohe Militärs beschuldigte, den Kongress über den Verlauf des Kriegs in Afghanistan getäuscht zu haben. Besonders General David Petraeus, den er als „echter Kriegsheld – womöglich vom selben Schlag wie Patton, MacArthur und Eisenhower“ beschreibt, hat sich laut Davis in diesem Sinne schuldig gemacht.
Einerseits stellte die Entlassung MacArthurs einen Präzedenzfall dar, der aufzeigte, dass Generäle und Admirale jederzeit und für jegliche öffentlichen oder privaten Aussagen bezüglich der Nichtübereinstimmung mit der Regierungspolitik, entlassen werden konnten. So kritisierte der Generalmajor John K. Singlaub im Jahr 1977 geplante Einschnitte der Truppenstärke der Vereinigten Staaten in Südkorea, woraufhin Präsident Jimmy Carter ihn für Aussagen die „nicht mit der nationalen Sicherheitspolitik vereinbar“ seien, entließ. Während des Zweiten Golfkriegs entließ der damalige Verteidigungsminister Dick Cheney 1990 den Chief of Staff of the Air Force Michael J. Dugan, der während eines Besuchs in Saudi-Arabien eine Reihe von Aussagen gegenüber den Medien gemacht hatte die als „schlechtes Urteilsvermögen in einer sehr sensiblen Zeit“ aufgefasst wurden. Drei Jahre später musste Generalmajor Harold N. Campbell eine Strafe von 7.000 $ zahlen und sich in den Ruhestand zurückziehen, nachdem er Präsident Bill Clinton einen „Dope rauchenden“, „Schürzen jagenden“ und „Wehrdienst verweigernden“ Präsidenten genannt hatte. General Stanley A. McChrystal wurde im Jahr 2010 von Präsident Barack Obama entlassen, nachdem er und Mitglieder seines Stabs sich in einem Artikel des Magazins Rolling Stone abfällig über hohe Mitglieder der Regierung geäußert hatten. Dies rief Vergleiche mit MacArthurs Entlassung hervor, da der Krieg in Afghanistan zu diesem Zeitpunkt, ähnlich wie der in Korea 1951, nicht wie erhofft verlief.
Andererseits „hinterließ [die Entlassung] eine fortgesetzte öffentliche Wahrnehmung, dass in den Fragen von Krieg und Frieden das Militär wirklich am besten Bescheid weiß,“ eine Philosophie die als „MacArthurismus“ bekannt wurde. Während der Präsidentschaftswahl von 1992 nutzte Bill Clinton die Zustimmung des ehemaligen Vorsitzenden der JCS, Admiral William J. Crowe und 21 weiterer im Ruhestand befindlicher Generäle und Flaggoffiziere, um zu beweisen, dass er entgegen von Zweifeln zum Oberbefehlshaber geeignet sei. In späteren Präsidentschaftswahlen nutzten die Kandidaten diese Praxis wiederholt. Während der Präsidentschaftswahl von 2004 unterstützten zwölf im Ruhestand befindliche Generäle und Admiräle den demokratischen Kandidaten John Kerry, darunter erneut Admiral Crowe und der ehemalige Chief of Staff of the Air Force Merrill McPeak, der Kerry auch in Fernsehwerbespots gegen Anschuldigungen der Swift Boat Veterans For Truth verteidigte. Später sprach der ehemalige Viersternegeneral Tommy R. Franks auf der Republican National Convention während ein anderer, John M. Shalikashvili eine Rede auf der Democratic National Convention hielt.
Anfang 2006 traten in der so genannten „Generalsrevolte“ sechs ehemalige Generäle, John Batiste, Paul D. Eaton, Gregory Newbold, John M. Riggs, Charles H. Swannack und Anthony C. Zinni für den Rücktritt von Verteidigungsminister Donald Rumsfeld ein. Sie warfen ihm „miserable“ militärische Planung und einen Mangel an strategischem Verständnis vor. Die Ethik eines Systems, in dem aktive Generäle sich gezwungen sehen, öffentlich Politiken zu unterstützen, die sie privat für schädlich für die Nation erachten und die das Leben von militärischem Personal kosten, erzeugte kritische öffentliche Reaktionen. Der Satiriker Stephen Colbert zog dieses System bei einem Abendessen im Weißen Haus 2006, bei dem auch Präsident George W. Bush und der Vorsitzende der JCS Peter Pace anwesend waren, ins Lächerliche. Im November 2006 trat Rumsfeld von seinem Amt als Verteidigungsminister zurück. Im Jahr 2008 sah der Vorsitzende der JCS Michael G. Mullen sich genötigt, einen offenen Brief zu verfassen, in dem er alle Soldaten daran erinnerte: „Das U.S.-Militär muss zu jeder Zeit apolitisch bleiben.“

## Zitate
1. ↑  „the removal of General MacArthur was within the constitutional powers of the President but the circumstances were a shock to national pride.“
2. ↑  „respect the authority of the President“
3. ↑  „produce men such as Robert E. Lee, John J. Pershing, Eisenhower and Bradley and at the same time produce Custers, Pattons and MacArthur.“
4. ↑  „extraordinary self-control“
5. ↑  „violent temper and paroxysms of ungovernable rage“
6. ↑  „members of the United Nations furnish such assistance to the Republic of Korea as may be necessary to repel the armed attack and to restore international peace and security in the area.“
7. ↑  „desperate rearguard action“
8. ↑  „well-equipped, well-led, and battle-trained, and which have at times out-numbered our troops by as much as twenty to one“
9. ↑  „make that decision when it becomes necessary to do it.“
10. ↑  „the worst possible place ever selected for an amphibious landing.“
11. ↑  „We shall land at Inchon, and I shall crush them.“
12. ↑  „Nothing could be more fallacious than the threadbare argument by those who advocate appeasement and defeatism in the Pacific that if we defend Formosa we alienate continental Asia.“
13. ↑  „one of the greatest, if not the greatest generals of our generation“
14. ↑  „as I am President,“
15. ↑  „as long as action by UN military forces offers a reasonable chance of successful resistance.“
16. ↑  „The success of Inchon was so great and the subsequent prestige of General MacArthur was so overpowering, that the Chiefs hesitated thereafter to question later plans and decisions of the general, which should have been challenged.“
17. ↑  „We want you to feel unhampered tactically and strategically to proceed north of 38th parallel. Announcement above referred to may precipitate embarrassment in the UN where evident desire is not to be confronted with necessity of a vote on passage, rather to find you have found it militarily necessary to do so.“
18. ↑  „would be delighted to meet the President on the morning of the 15th at Wake Island.“
19. ↑  „insulting“
20. ↑  „greasy ham and eggs cap that evidently had been in use for twenty years.“
21. ↑  „No new policies, no new strategy of war or international politics, were proposed or discussed.“
22. ↑  „witnessed nothing but a political grandstand play.“
23. ↑  „Very little. Had they interfered in the first or second months it would have been decisive. We are no longer fearful of their intervention. We no longer stand hat in hand. The Chinese have 300,000 men in Manchuria. Of these probably not more than 100–115,000 are distributed along the Yalu River. Only 50–60,000 could be gotten across the Yalu River. They have no Air Force. Now that we have bases for our Air Force in Korea if the Chinese tried to get down to Pyongyang there would be the greatest slaughter.“
24. ↑  „drive forward with all speed and full utilization of all their force.“
25. ↑  „a matter of policy“
26. ↑  „I considered him a great strategist," Truman later recalled, "until he made the march into North Korea without the knowledge that he should have had of the Chinese coming in.“
27. ↑  „MacArthur once spoke to me very eloquently about it, pacing the floor of his apartment in the Waldorf. He thought it a tragedy the bomb was ever exploded. MacArthur believed that the same restrictions ought to apply to atomic weapons as to conventional weapons, that the military objective should always be limited damage to noncombatants... MacArthur, you see, was a soldier. He believed in using force only against military targets, and that is why the nuclear thing turned him off, which I think speaks well of him.“
28. ↑  „Q. Mr. President, I wonder if we could retrace that reference to the atom bomb? Did we understand you clearly that the use of the atomic bomb is under active consideration?
Truman: Always has been. It is one of our weapons.
Q. Does that mean, Mr. President, use against military objectives, or civilian—
Truman: It's a matter that the military people will have to decide. I'm not a military authority that passes on those things.
Q. Mr. President, perhaps it would be better if we are allowed to quote your remarks on that directly?
Truman: I don't think—I don't think that is necessary.
Q. Mr. President, you said this depends on United Nations action. Does that mean that we wouldn't use the atomic bomb except on a United Nations authorization?
Truman: No, it doesn't mean that at all. The action against Communist China depends on the action of the United Nations. The military commander in the field will have charge of the use of the weapons, as he always has.“
29. ↑  „only the President can authorize the use of the atom bomb, and no such authorization has been given.“
30. ↑  „General MacArthur was running the show.“
31. ↑  „slavery to government and crippling debt“
32. ↑  „a handicap to effective military operations“
33. ↑  „an enormous handicap, unprecedented in military history“
34. ↑  „refrain from direct communications on military or foreign policy with newspapers, magazines, and other publicity media.“
35. ↑  „solely to formal public statements and not to communiqués, correspondence or personal conversations“
36. ↑  „Of even greater significance than our tactical successes has been the clear revelation that this new enemy, Red China, of such exaggerated and vaunted military power, lacks the industrial capability to provide adequately many critical items necessary to the conduct of modern war. He lacks the manufacturing base and those raw materials needed to produce, maintain and operate even moderate air and naval power, and he cannot provide the essentials for successful ground operations, such as tanks, heavy artillery and other refinements science has introduced into the conduct of military campaigns. Formerly his great numerical potential might well have filled this gap but with the development of existing methods of mass destruction numbers alone do not offset the vulnerability inherent in such deficiencies. Control of the seas and the air, which in turn means control over supplies, communications and transportation, are no less essential and decisive now than in the past. When this control exists, as in our case, and is coupled with an inferiority of ground firepower in the enemy's case, the resulting disparity is such that it cannot be overcome by bravery, however fanatical, or the most gross indifference to human loss.

These military weaknesses have been clearly and definitely revealed since Red China entered upon its undeclared war in Korea. Even under the inhibitions which now restrict the activity of the United Nations forces and the corresponding military advantages which accrue to Red China, it has been shown its complete inability to accomplish by force of arms the conquest of Korea. The enemy, therefore must by now be painfully aware that a decision of the United Nations to depart from its tolerant effort to contain the war to the area of Korea, through an expansion of our military operations to its coastal areas and interior bases, would doom Red China to the risk of imminent military collapse. These basic facts being established, there should be no insuperable difficulty in arriving at decisions on the Korean problem if the issues are resolved on their own merits, without being burdened by extraneous matters not directly related to Korea, such as Formosa or China's seat in the United Nations.“
37. ↑  „I was ready to kick him into the North China Sea [sic]…I was never so put out in my life.“
38. ↑  „This was a most extraordinary statement for a military commander of the United Nations to issue on his own responsibility. It was an act totally disregarding all directives to abstain from any declarations on foreign policy. It was in open defiance of my orders as President and as Commander-in-Chief. This was a challenge to the authority of the President under the Constitution. It also flouted the policy of the United Nations. By this act MacArthur left me no choice – I could no longer tolerate his insubordination.“
39. ↑  „he had the courage to tell Congress to go to Hell on foreign policy matters.“
40. ↑  „the Soviet Union’s largest and most important satellite“
41. ↑  for its own purposes is allied with Soviet Russia.
42. ↑  „It seems strangely difficult for some to realize that here in Asia is where the Communist conspirators have elected to make their play for global conquest, and that we have joined the issue thus raised on the battlefield; that here we fight Europe’s war with arms while the diplomatic there still fight it with words; that if we lose the war to communism in Asia the fall of Europe is inevitable; win it and Europe most probably would avoid war and yet preserve freedom. As you pointed out, we must win. There is no substitute for victory.“
43. ↑  „for some unexplained reason and without consulting me“
44. ↑  „the biggest fight of your administration“
45. ↑  „military point of view“
46. ↑  „if MacArthur were not relieved, a large segment of our people would charge that civil authorities no longer controlled the military.“
47. ↑  „it is of unanimous opinion of all that MacArthur be relieved. All four so advise.“
48. ↑  „concurred“
49. ↑  „recommended“
50. ↑  „I deeply regret that it becomes my duty as President and Commander-in-Chief of the United States military forces to replace you as Supreme Commander, Allied Powers; Commander-in-Chief, United Nations Command; Commander-in-Chief, Far East; and Commanding General, U.S. Army, Far East.

You will turn over your commands, effective at once, to Lt. Gen. Matthew B. Ridgway. You are authorized to have issued such orders as are necessary to complete desired travel to such place as you select.

My reasons for your replacement, will be made public concurrently with the delivery to you of the foregoing order, and are contained in the next following message.“
51. ↑  „I fired him because he wouldn't respect the authority of the President. I didn't fire him because he was a dumb son of a bitch, although he was, but that's not against the law for generals. If it was, half to three-quarters of them would be in jail.“
52. ↑  „little evidence that General MacArthur had ever failed to carry out a direct order of the Joint Chiefs, or acted in opposition to an order.“
53. ↑  „In point of fact, MacArthur had stretched but not legally violated any JCS directives. He had violated the President's 6 December directive, relayed to him by the JCS, but this did not constitute violation of a JCS order.“
54. ↑  „that we could not afford the courtesy of Secretary Pace’s personal delivery of the order“
55. ↑  „With deep regret I have concluded that General of the Army Douglas MacArthur is unable to give his wholehearted support to the policies of the United States Government and of the United Nations in matters pertaining to his official duties. In view of the specific responsibilities imposed upon me by the Constitution of the United States and the added responsibility which has been entrusted to me by the United Nations, I have decided that I must make a change of command in the Far East. I have, therefore, relieved General MacArthur of his commands and have designated Lt. Gen. Matthew B. Ridgway as his successor.

Full and vigorous debate on matters of national policy is a vital element in the constitutional system of our free democracy. It is fundamental, however, that military commanders must be governed by the policies and directives issued to them in the manner provided by our laws and Constitution. In time of crisis, this consideration is particularly compelling.
General MacArthur's place in history as one of our greatest commanders is fully established. The Nation owes him a debt of gratitude for the distinguished and exceptional service which he has rendered his country in posts of great responsibility. For that reason I repeat my regret at the necessity for the action I feel compelled to take in his case.“
56. ↑  „If there is one basic element in our Constitution, it is civilian control of the military. Policies are to be made by the elected political officials, not by generals or admirals. Yet time and again General MacArthur had shown that he was unwilling to accept the policies of the administration. By his repeated public statements he was not only confusing our allies as to the true course of our policies but, in fact, was also setting his policy against the President's... If I allowed him to defy the civil authorities in this manner, I myself would be violating my oath to uphold and defend the Constitution.“
57. ↑  „In the Federalist Papers Alexander Hamilton argued that: The President is to be commander-in-chief of the army and navy of the United States. In this respect his authority would be nominally the same with that of the king of Great Britain, but in substance much inferior to it. It would amount to nothing more than the supreme command and direction of the military and naval forces, as first General and admiral of the Confederacy; while that of the British king extends to the declaring of war and to the raising and regulating of fleets and armies, all which, by the Constitution under consideration, would appertain to the legislature.“
58. ↑  „fights with pirates, landings of small naval contingents on barbarous or semi-barbarous coasts, the dispatch of small bodies of troops to chase bandits or cattle rustlers across the Mexican border, and the like.“
59. ↑  „when we agreed to the United Nations Charter we never agreed to supplant our Constitution with the United Nations Charter. The power to declare and make war is vested in the representatives of the people, in the Congress of the United States.“
60. ↑  „Article I of the Constitution gives the power to declare war to the Congress and not to the Executive. We are apparently now drifting into a twilight constitutional zone where the executive can put us into war, the fourth largest in our history, without a Congressional declaration or a Congressional resolution recognizing that a state of war started by others already exists. When Congress acts under its constitutional power, every statement for or against the resolution is part of the Congressional Record, and the press and the public are fully informed. The roll-call vote shows how each Member voted. This is responsible and accountable government. If five or seven men can meet in a closed session in the Blair House or the White House, and put this nation into the fourth largest war from a casualty standpoint, in our history without their statements and recommendations being recorded or available, and without their positions on this matter being known, we have the war-making power transferred from the Congress, operating in the open, to the Executive, operating en camera. That is not, I submit, either responsible or accountable government.“
61. ↑  „an ambassador as well as Supreme Commander.“
62. ↑  „It arises from the inherent difference between the position of a commander whose mission is limited to a particular area and a particular antagonist, and the position of the Joint Chiefs of Staff, the Secretary of Defense and the President, who are responsible for the total security of the United States […] and must weigh the interests and objectives in one part of the world with those in others to attain balance […]. There is nothing new in this divergence, in our military history […]. What is new and what brought about the necessity for General MacArthur’s removal is the wholly unprecedented situation of a local Theater Commander publicly expressing his displeasure at, and his disagreement with, the foreign policy of the United States. [… He] had grown so far out of sympathy with the established policies of the United States that there is grave doubt as to whether he could any longer be permitted to exercise the authority in making decisions that normal command functions would assign to a Theater Commander.“
63. ↑  „MacArthur's dismissal is the greatest shock since the end of the war. He dealt with the Japanese people not as a conqueror but a great reformer. He was a noble political missionary. What he gave us was not material aid and democratic reform alone, but a new way of life, the freedom and dignity of the individual […]. We shall continue to love and trust him as one of the Americans who best understood Japan's position.“
64. ↑  „President Truman must be impeached and convicted. His hasty and vindictive removal of General MacArthur is the culmination of series of acts which have shown that he is unfit, morally and mentally, for his high office. The American nation has never been in greater danger. It is led by a fool who is surrounded by knaves.“
65. ↑  „hasty and vindictive“
66. ↑  „the Socialist Government of Great Britain“
67. ↑  „It was a shameful thing to fire MacArthur, and even more shameful to send Vaughan,“
68. ↑  “Efforts have been made to distort my position. It has been said in effect that I was a warmonger. Nothing could be further from the truth. I know war as few other men now living know it, and nothing to me—and nothing to me is more revolting. I have long advocated its complete abolition, as its very destructiveness on both friend and foe has rendered it useless as a means of settling international disputes … But once war is forced upon us, there is no other alternative than to apply every available means to bring it to a swift end. War’s very object is victory, not prolonged indecision. In war there can be no substitute for victory.”
69. ↑  „the action taken by the President in relieving General MacArthur was based upon the unanimous recommendations of the President’s principal civilian and military advisers including the Joint Chiefs of Staff.“
70. ↑  „an inquiry into the military situation in the Far East and the facts surrounding the relief of General of the Army Douglas MacArthur“
71. ↑  „privileged sanctuary“
72. ↑  „Red China is not the powerful nation seeking to dominate the world. Frankly, in the opinion of the Joint Chiefs of Staff, this strategy would involve us in the wrong war, at the wrong place, at the wrong time, and with the wrong enemy.“
73. ↑  „there was no serious disagreement between General MacArthur and the Joint Chiefs of Staff as to military strategy.“
74. ↑  „the United States should never again become involved in war without the consent of the Congress.“
75. ↑  „General, I have a lot riding on you. I hope you don’t pull a MacArthur on me.“
76. ↑  „a real war hero— maybe even on the same plane as Patton, MacArthur, and Eisenhower“
77. ↑  „inconsistent with announced national security policy“
78. ↑  „dope smoking“
79. ↑  „skirt chasing“
80. ↑  „draft dodging“
81. ↑  „[the relief] left a lasting current of popular sentiment that in matters of war and peace, the military really knows best,“
82. ↑  „MacArthurism“
83. ↑  „Generals revolt“
84. ↑  „abysmal“
85. ↑  „The U.S. military must remain apolitical at all times.“